# Reichsgrafschaft Ortenburg
Die Reichsgrafschaft Ortenburg war eine reichsunmittelbare Grafschaft der Grafen von Ortenburg im Heiligen Römischen Reich. Hauptsitz war die Feste Ortenburg über dem Markt Ortenburg in Niederbayern (heute Landkreis Passau). Die Reichsgrafschaft bestand von etwa 1120 bis 1805 mitten im Herrschaftsraum des Herzogtums Bayern.
Im Hochmittelalter umfasste die Grafschaft verstreute Gebiete in Altbayern, der Oberpfalz, Oberösterreich, Niederösterreich und Tirol. Mitte des 13. Jahrhunderts verfiel ihre Macht und ihr Herrschaftsraum verringerte sich auf rund vier Quadratkilometer um Ortenburg herum. Dennoch konnte die Reichsgrafschaft ihren Einfluss im Reich wahren und ihre Unabhängigkeit bis zum Tausch mit dem bayerischen Kurfürsten im Jahre 1805 stets beibehalten.
Nach dem Niedergang der Grafen von Ortenburg übernahmen die Wittelsbacher den sogenannten Ortenburger Panther in ihr Erbwappen, um ihre Ansprüche auf die Gebiete Altbayerns zu verdeutlichen. Dieser steht heute im Bayerischen Staatswappen für Ober- und Niederbayern.

## Geschichte
Ursprünglich hieß Ortenburg bis zum Jahr 1530 Ortenberg. Aus diesem Grund wird in diesem Artikel zu Beginn der ältere Name verwendet.

### 1120–1248: Entstehung und Aufstieg
Der erste nachweisliche Graf von Ortenberg war Rapoto I. aus dem Hause der Spanheimer. Er gilt als Ahnherr dieses Seitenzweiges der Grafen von Ortenburg. Als dritter Sohn Engelberts II. von Kärnten bekam Rapoto Güter aus dem mütterlichen Erbe zur Verwaltung. Die Gemahlin Engelberts II. war Utta, Erbtochter des Burggrafen Ulrich von Vohburg-Passau, über die ausgedehnter zusätzlicher Besitz an Engelbert gekommen war. Nach dem Tod Engelberts teilten die vier Söhne die Besitzungen untereinander auf. Engelbert III., Markgraf von Istrien, erhielt dabei die Grafschaft Kraiburg und Teile der Grafschaft Sulzbach. Rapoto I. bekam die Teile nördlich Kraiburgs und siedelte sich im oberbayerischen Raum an. Um 1120 errichtete er die Burg Ortenberg und nannte sich von 1134 an Graf von Ortenberg. Bald tritt Rapoto I. auch als Vogt des Stiftes St. Nikola in Passau auf. Nach dem Tod seines Bruders Ulrich I. von Kärnten erbte Rapoto den Landstrich in Bayern endgültig. Seine Heirat mit Elisabeth, Gräfin von Sulzbach, im Jahre 1163 brachte ihm weiteren Besitz im bayerischen Raum. Als sein Bruder Engelbert III. 1173 kinderlos verstarb, fielen dessen bayerischen Güter mit der Grafschaft Kraiburg als Zentrum an Rapoto. Bei seinem Tode im Jahr 1186 waren Rapotos Besitzungen bereits größer als die Ottos von Wittelsbach bei dessen Übernahme des Herzogtums Bayern.

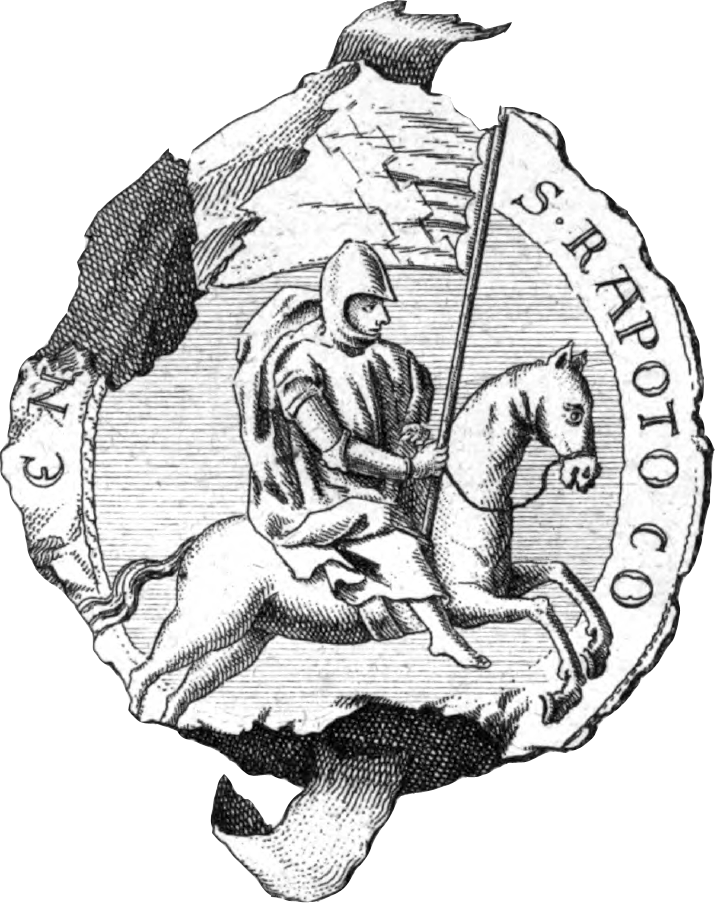
Das Reitersiegel des späteren bayerischen Pfalzgrafen Rapoto II. von Ortenburg aus dem Jahre 1190

Die Grafschaft wurde danach von seinen beiden Söhnen Rapoto II. und Heinrich I. regiert. Diese teilten die Besitztümer untereinander auf. Rapoto II. wurde Graf der Grafschaft Kraiburg und herrschte über alle Besitzungen südlich der Rott, einschließlich des Rottales und einigen Besitzungen an der Donau. Heinrich erhielt die Grafschaft Ortenberg und die Besitztümer um Murach. Anfang des 13. Jahrhunderts erhielt die Grafschaft Ortenberg Reichsrechte, der genaue Zeitpunkt ist jedoch unbekannt. In den Folgejahren wuchs die Macht der Ortenberger weiter – und damit auch das Konfliktpotential. Die Ortenberger Besitzungen erstreckten sich von Kitzbühel in Tirol in weitem Bogen über das östliche Bayern bis in die Oberpfalz um Tirschenreuth.
Bald kam es zu den ersten Fehden, wobei die meisten Dörfer in Ostbayern von verschiedenen Kriegsparteien gebrandschatzt wurden. Vor allem mit den Nachbarn, den Grafen von Bogen, gab es jahrelang kriegerische Auseinandersetzungen. Am 20. April des Jahres 1192 wurden Rapoto II. und sein Bruder Heinrich I. nach Laufen zum Fürstentag des Herzogs Ludwig des Kelheimers gerufen. Dort wurde versucht, die Streitigkeiten im Herzogtum zu schlichten. Vor allem Graf Albrecht III. von Bogen, der bekennender Gegner Kaiser Heinrichs VI. war, und sein Zwist mit dem Herzog und den Ortenbergern waren das Gesprächsthema. Albrecht hatte sich im Jahre 1191 widerrechtlich die Lehen der Grafen von Sulzbach des Bistums Bamberg im Donauraum angeeignet. Darunter befand sich die Vogtei Winzer. Dies führte bereits zu ersten Spannungen mit dem Ortenberger Geschlecht, da deren Mutter Elisabeth gebürtige Gräfin zu Sulzbach war, und die Ortenburger sich als rechtmäßige Erben ansahen. Des Weiteren stritten sich die Ortenberger und Bogner Grafen um weitere Gebiets- und Jagdgrenzen. Herzog Ludwig hingegen wollte erreichen, dass Albrecht seine nicht rechtmäßig erworbenen Güter zurückgibt. Der Fürstentag endete jedoch ohne Ergebnis.
Mitte 1192 kämpften Albrecht III. von Bogen, gemeinsam mit den Ortenbergern um das Erbe der Grafen von Sulzbach. Beide Geschlechter sagten sich als Erben der umfangreichen Besitzungen an. Sie waren damit in direktem Konflikt mit den Staufern, welche versuchten das reiche Erbe für sich zu beanspruchen. Lange Zeit wurde angenommen, dass die Ortenberger und Bogener gegeneinander gekämpft hätten. Der bayerische Herzog Ludwig versuchte die Ansprüche der Staufer durchzusetzen und entsandte daraufhin eine Heeresmacht nach Niederbayern. Der Bogner Graf ersuchte daraufhin um Hilfe bei seinem Schwager Herzog Ottokar I. von Böhmen, dem späteren König Böhmens. Anfangs konnte Ottokar keine Änderung des Geschehens herbeiführen, erst durch Verrat des herzoglichen Hauptmannes im Nordgau, Gottfried von Stein, nahm die Fehde eine erneute Wende. Er ermöglichte Herzog Ottokar I. mit seinen Mannen das Eindringen in das bayerische Herzogtum. Sie verwüsteten daraufhin die Gebiete im bayerischen Wald und in der heutigen Oberpfalz. Dennoch konnte keine der Kriegsparteien den entscheidenden Sieg davontragen.
Im Oktober desselben Jahres weitete sich der Kampf aus, als Herzog Leopold von Österreich und Herzog Berthold IV. von Andechs-Meranien mit gewaltiger Heeresmacht auf Seiten der Staufer eingriffen. Die Ortenberger waren diesem Ansturm nicht gewachsen und mussten sich zurückziehen. Die Burg Ortenberg wurde daraufhin von den Herzögen Leopold V. und Berthold IV. belagert. Bald wurde diese eingenommen und zerstört. Der verteidigende Graf Heinrich I. wurde von den Angreifern gefangen genommen. Wann die Stammburg wiedererbaut wurde, ist unbekannt. Das Grafengeschlecht residierte bis dahin wahrscheinlich auf der Feste Neu-Ortenberg, unweit der Stammburg. Im Jahre 1249 wurden beide Burgen gemeinsam urkundlich erwähnt.
Herzog Ludwig wurde mit seinen Mannen bis hinter Mühldorf am Inn zurückgeschlagen. Von den schrecklichen Gräueltaten, Brandschatzungen und menschenverachtenden Verhältnissen der Fehde erfuhr sogar Papst Coelestin III., welcher darauf in einer Bulle versuchte, die Kriegsparteien zum Einhalt zu bewegen, und einige für ihre schweren Verbrechen verfolgen ließ. Erst durch das Eingreifen des Kaisers wurden auf dessen Befehl die Kämpfe eingestellt und die Anführer beider Seiten folgten seinem Befehl, sich zum Reichstag zu Regensburg am 6. Januar 1193 zu begeben. Dort wurde Albert III. von Bogen vorübergehend nach Apulien verwiesen. Sein Schwager, Ottokar I., wurde seines Herzogtums enthoben, ehe er 1198 das Königsamt von Böhmen übernahm. Das Erbe der Sulzbacher im Donauraum verblieb vorerst den Staufern.
Im Jahre 1195 überfielen Rapoto II. und Heinrich I. gemeinsam die Ländereien des Passauer Bischofs Wolfger von Erla, welcher 1192 Herzog Leopold V. gegen die Ortenberger unterstützt hatte. Wolfger jedoch war zu jener Zeit im Heiligen Land auf Pilgerfahrt. Als er jedoch 1198 unerwartet zurückkam und die Taten der Grafen sah, erhob er sich gegen diese und zog zusammen mit seinen Verbündeten, den Grafen von Bogen und Hilfstruppen des Herzogs von Österreich gegen Ortenberg. Dabei wurde die Burg Graben am Inn eingenommen und geschleift. Trotz des früheren Bündnisses mit Rapoto griff auch Ludwig der Kelheimer auf Seiten des Bischofs ein, da sich die Ortenberger des Landfriedensbruchs schuldig gemacht hatten. So griff Ludwig die Feste Kraiburg und den dazugehörigen Markt an und zerstörte die Burg. Die Fehde scheint aber nicht lange gedauert zu haben, denn am 10. Juli 1199 befand sich Rapoto wieder im Dienste des bayrischen Herzogs. Der genaue Ausgang, abgesehen davon, dass den Ortenbergern verwehrt wurde, die Burg Graben jemals wieder neu zu errichten, ist unbekannt. Des Weiteren ließ Bischof Wolfger die Feste Obernberg zum Schutze vor den Grafen errichten. Die Ortenberger selbst schienen sich schnell davon zu erholen und ließen die Feste Kraiburg und den dazugehörigen Ort neu errichten.
Am 21. Juni 1208 ermordete Pfalzgraf Otto VIII. von Wittelsbach aus Rachsucht König Philipp von Schwaben in Bamberg. Da der spätere Kaiser Otto IV. dies nicht weiter ungestraft lassen konnte, rief er zu einem Reichstag nach Frankfurt. Dort wurde am 10. November 1208 über Otto VIII. die Reichsacht verhängt. Seine Besitzungen fielen an seinen Vetter Herzog Ludwig I. von Bayern. Das Amt und seine Würden wurden dabei dem Wittelsbacher Geschlecht genommen und Rapoto II. von Ortenberg verliehen, wahrscheinlich um im Herzogtum Bayern einen Gegenpol zum Hause Wittelsbach zu schaffen. Da Rapoto jedoch mit Ludwig I. verschwägert war, kam es zu jener Zeit zu keinem Konflikt mit dem Herrscherhaus Bayerns. Für die Ortenberger Grafen war dies eine bedeutende Aufwertung des Geschlechtes, da sich ihre Besitztümer mit anderen Geschlechtern messen konnten bzw. größer waren, jedoch standen sie ihnen noch im Rang nach.
1212 kam es zu einer erneuten Fehde Rapotos und Heinrichs mit dem Passauer Bischof Manegold von Berg und den Grafen von Bogen. Der Auslöser dieses Konfliktes und der Verlauf sind völlig unbekannt. Auch die Stellung Ludwigs des Kelheimers in diesem Streit ist unbekannt, lediglich seine Bemühungen den Frieden wiederherzustellen, was ihm im Juli 1213 gelang. 1226 kam es wieder zur Fehde mit den Grafen von Bogen. Zu dieser Auseinandersetzung liegen jedoch keinerlei weitere Quellen vor. Bekannt ist lediglich, dass Rapoto II. den von Albrecht IV. von Bogen gegründeten Ort Liechtenwerde zerstörte. Am 12. März 1231 verstarb Pfalzgraf Rapoto II. und wenige Monate später seine Frau Udilhild.
Bis Mitte des 13. Jahrhunderts bestimmten die Ortenberger Grafen weitgehend das Geschehen in Niederbayern, Teilen Oberbayerns und der Oberpfalz.

### 1248–1380: Niedergang

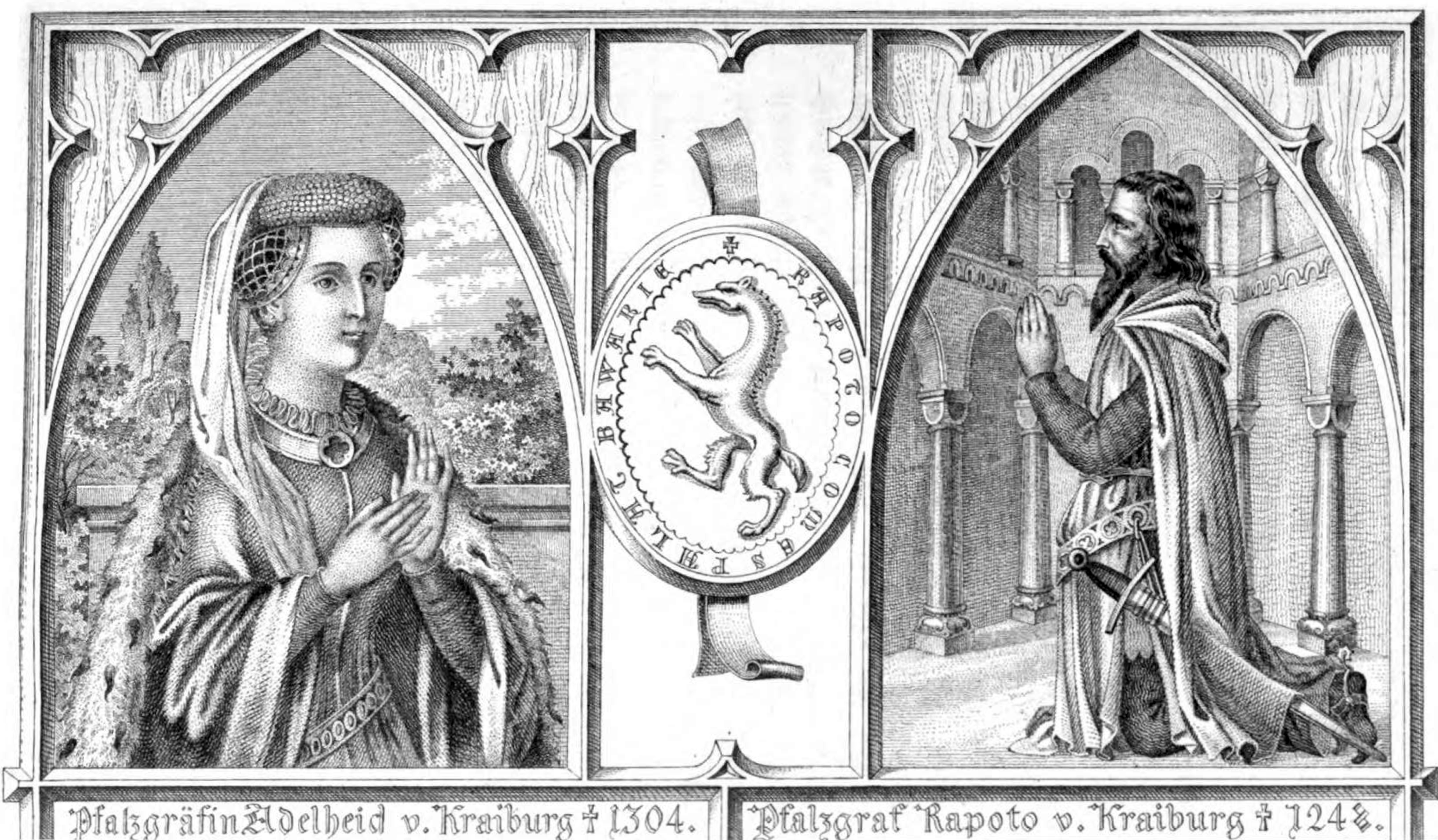
Pfalzgraf Rapoto III. und seine Gemahlin Adelheid, dargestellt mit dem pfalzgräflichen Wappen

Nach dem Ableben des Pfalzgrafen Rapoto III., einziger Sohn Rapotos II., im Jahre 1248 verloren die Ortenberger den Großteil ihrer Macht sowie die Besitzungen um Kraiburg und Sulzbach, da Rapoto III. nur eine Tochter hatte und sie alleinige Erbin war. Die Besitzungen und das Pfalzgrafenamt fielen 1259 an die Wittelsbacher.
Von nun an bestimmte die Linie Heinrichs I. allein das Geschehen in Ortenberg. 1241 wurde sein erster Sohn Heinrich II., genannt „der Schenker“, sein Nachfolger. Dieser war mit seinen drei Stiefbrüdern und der Stiefmutter zerstritten und verschenkte den Großteil seiner Besitzungen, um zu verhindern, dass seine Stiefbrüder diese in Besitz nehmen konnten. Bei Heinrichs Tod war daher nur noch ein kleiner Teil der Grafschaft übrig geblieben, der im Jahre 1257, bei der Übernahme durch Graf Gebhard, nur noch in etwa die Größe und Ausdehnung des heutigen Marktes Ortenburg hatte.
Nach dem Tode seiner Brüder Gebhard und Diepold wurde Rapoto IV. alleiniger Erbe der Ortenberg'schen Besitzungen. Im Jahre 1291 verzichtete Graf Albrecht von Hals zugunsten seiner Enkelin Kunigunde, der Gemahlin Rapotos IV. auf die Burg Kamm samt Zubehör und den Besitzungen um Kamm, St. Philipp (das heutige Söldenau), Holzkirchen und Isarhofen.
Rapoto IV. und sein Sohn Heinrich III. hatten Teil an der „Ottonischen Handfeste“, in der Herzog Otto von Niederbayern, der wegen eines Krieges um die ungarische Königskrone in eine finanzielle Notlage geraten war, die niedere Gerichtsbarkeit auf niederbayerischem Gebiet im Gegenzug für eine Steuer mit 70 adeligen Familien teilte. Die Ortenberger waren eine davon. Betroffene Gebiete waren die Ortenberger Lehensgebiete, denn auf ihrem Allodialbesitz besaßen die Grafen diese Rechte bereits.
Im Jahre 1316 erhielt der Markt Ortenberg durch den Kaiser das Recht, Jahrmärkte abzuhalten. Jedoch ging diese Urkunde verloren, sodass die Grafen den Kaiser um die Ausstellung einer neuen Urkunde bitten mussten. Friedrich III. kam dem Gesuch am 14. April 1479 nach. Er gewährte Ortenburg die Abhaltung von fünf Jahrmärkten pro Jahr, was zu einer erheblichen Aufwertung der Grafschaft führte. Bis heute wird in Ortenburg seither mehrmals im Jahr ein Markt abgehalten.
1346 ging die Grafschaft an Heinrich IV. Durch kriegerische Auseinandersetzungen und Schenkungen fügte er der Grafschaft erneut große Verluste zu. So verlor die Grafschaft die Ortschaft Sandbach und damit den direkten Zugang zur Donau. Ortenberg war nun von Bayern und dem Hochstift Passau umschlossen. Dies hatte erhebliche Auswirkungen auf den Ortenburger Handel und vor allem für die Herstellung von Fässern. Diese mussten nun auf dem Landweg transportiert und erst an der Grafschaftsgrenze verzollt werden, ehe sie über die Donau weiter verschifft werden konnten.
Das Ortenberger Haus war bald in mehrere Linien aufgeteilt (Alt-Ortenberg und Neu-Ortenberg und Dorfbach). Jedoch gab es das ungeschriebene Gesetz, dass nur der älteste Graf in der Familie regieren sollte. So kam es in der Folgezeit immer wieder zu Regierungswechseln zwischen den einzelnen Familienzweigen. Kein regierender Graf hatte je alle Besitztümer, jedoch stand ihm das Recht zu, diese zu verwalten und die gräflichen Lehen zu vergeben.

### 1380–1490: Vorübergehende Aufgabe von Reichsrechten und Wiederaufstieg der Grafschaft

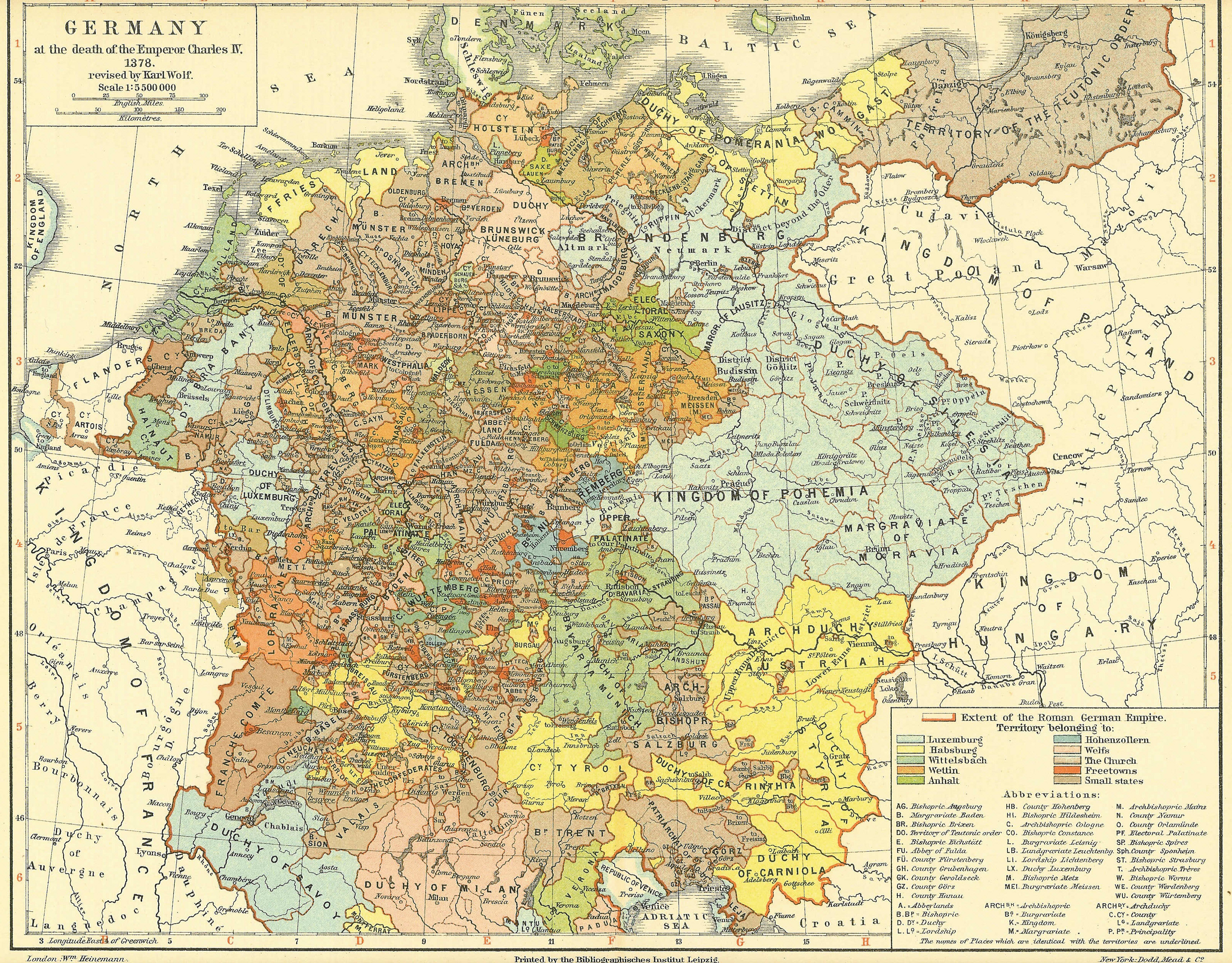
Das Heilige Römische Reich im Jahre 1378. Die Grafschaft Ortenburg ist vom Bistum Passau und vom Herzogtum Bayern eingeschlossen.

Unter Heinrichs Sohn Alram I. vergrößerten die Ortenberger wieder ihre Besitzungen. Er vermählte sich 1381 in zweiter Ehe mit Barbara von Rottau, der reichen Witwe des Ritters Friedrich „des Rottauers“ zu Rottau bei Schärding. Dieser war seit Graf Heinrich IV. bereits Ortenberger Lehensmann und hielt seine Besitzungen um Dorfbach. Durch die Heirat und die Verzichtserklärungen Friedrichs nächster Verwandter in den Jahren 1381 und 1385 kam Dorfbach wieder in Ortenberger Besitz. Alram I. nannte sich seither „Graf zu Dorfbach“ bzw. „Graf zu Ortenberg, gesessen zu Dorfbach“. Auch seine dritte Ehefrau Anna, deren Herkunft unbekannt ist, brachte reiche Besitztümer mit in die Ehe.
Im Jahre 1391 schlossen Graf Georg I. und sein Bruder Etzel einen Vertrag mit Herzog Friedrich von Bayern-Landshut, in dem sie den bayerischen Herzögen Zugang zu ihren Burgen „zum Wohle der Gemeinschaft und des Reiches“ gewährten. Die Gründe für diesen Schritt sind unbekannt, jedoch bedeutete dies die Aufgabe eines der wichtigsten Rechte der Reichsunmittelbarkeit. Zudem verpflichtete sich Georg zur Unterstützung des Herzogs, wann immer dies nötig sei. Die Grafschaft blieb zwar Reichslehen, jedoch verzichteten die Grafen auf einige Hausrechte über ihre Burgen. Dies führte in der Folgezeit zu mehreren Konflikten, bei denen die Ortenberger wiederholt gleichlautende Vertragsbedingungen unterzeichnen mussten.
Graf Georg I. spielte 1409 nach Jahren des Konfliktes und nach mehreren Gefangenschaften bei den bayerischen Herzögen mit dem Gedanken, die Grafschaft zu veräußern, denn ihr drohte nach den Zugeständnissen der Grafen das Absinken zu einer Vasallengrafschaft ohne Reichsrechte. Warum sich Georg I. nicht an seinen obersten Lehnsherren, König Wenzel, wandte, ist unklar. Es lässt sich aber vermuten, dass Georg sich darüber bewusst war, dass Wenzel bisher nichts für das Reich tat und nicht umsonst als untätiger König im Jahre 1400 abgewählt wurde. Trotz allem versuchte Graf Georg durch den Neuerwerb von Grundbesitz, welcher zwar nur gering ausfiel, die Verluste seiner Vorgänger ein wenig zu kompensieren und seinen Herrschaftsbereich wieder auszudehnen.

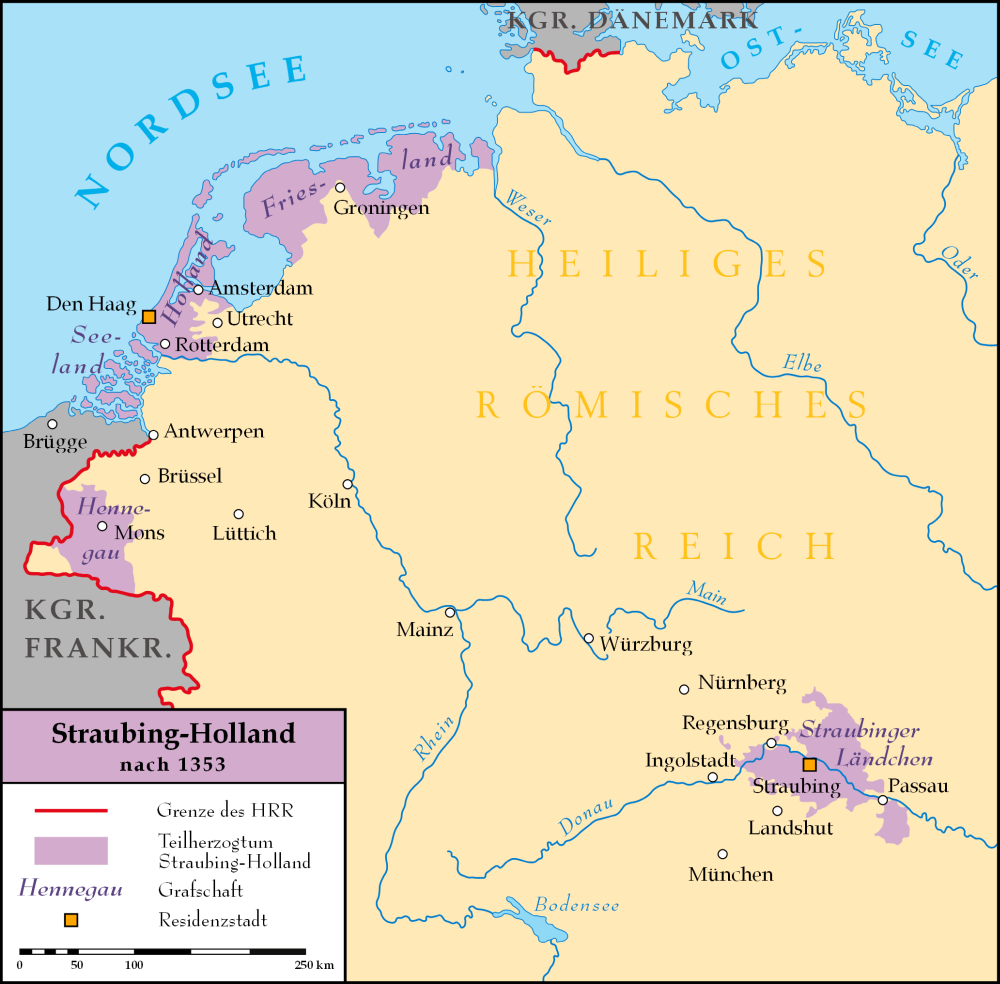
Das Herzogtum Straubing-Holland. Es wurde nach dem Tod Herzog Johanns III. von Graf Etzel I. bis zur Aufteilung 1429 verwaltet.

Georgs Nachfolger wurde 1422 sein Bruder Etzel I. Dieser erbte 1416/17 große Geldsummen von den Landgrafen Johann und Georg zu Leuchtenberg und erwarb vom Kloster Niederaltaich große Lehensgüter. Darunter befanden sich die Burgen Engelsberg, Ranfels und Bärnstein sowie einige Dörfer um Niederalteich und um Grafenau. Um die beiden Festen Bärnstein und Ranfels gab es noch lange Streit mit den Landgrafen von Leuchtenberg, der erst 1442 durch einen Vertrag offiziell beendet wurde, obwohl Etzel die Burgen 1426 sogar von Papst Martin V. zugesprochen bekommen hatte. Selbst ein Verkauf an die bayerischen Herzöge im Jahre 1438 schlichtete den Streit nicht. Etzels Bemühungen, die niedere Gerichtsbarkeit in der Gegend um St. Salvator wiederzuerlangen, die Heinrich IV. veräußert hatte, blieben jedoch erfolglos.
Graf Etzel spielte aber auch bei der Auflösung und der Aufteilung des Herzogtums Straubing-Holland eine wichtige Rolle. So wurde er im Jahre 1425 von den Landständen als ehemaliger Verwalter des Straubinger Ländchens (1407–1408) sowie als ehemaliger Rat des verstorbenen Herzogs Johann III. in den Erbausschuss gewählt. Etzel I. verwaltete nun das Herzogtum bis ins Jahr 1429. So vertrat er es im Jahre 1426 auf einem Hoftag zu Wien und auf den Reichstagen in Regensburg und Straubing. Im Jahre 1429 gehörte er der Teilungskommission König Sigismunds an und beschloss mit den anderen Mitgliedern am 26. April 1429 den Preßburger Schiedsspruch. Darin wurden die Ländereien unter Ludwig dem Gebarteten von Bayern-Ingolstadt, Heinrich dem Reichen von Bayern-Landshut sowie Ernst und Wilhelm III. von Bayern-München aufgeteilt.
Etzel I. übergab Alram II. 1444 die Grafschaft, nachdem dieser 1431 durch König Sigismund mit der Grafschaft Ortenberg, den Schlössern und der zugehörigen Blutgerichtsbarkeit belehnt worden war. Dies wurde 1444 von König Friedrich III. bekräftigt und war ein wichtiger Schritt, der den Wiederaufstieg des Hauses in den Reichsstand bedeutete. Alram vergrößerte seine Besitzungen nur unwesentlich, vor allem mit Gütern in und um die kleine Ortschaft Voglarn.
Durch die Ehe des Grafen Heinrich V. mit Ursula Ecker zu Saldenburg wurden die Ortenberger 1426 in große Erbstreitereien um Saldenburg, Söldenau und Rainding verwickelt, da Ursulas Vater ohne männliche Nachkommen geblieben war. Ein erster Schlichtspruch des Herzogs Johann III. von Straubing-Holland, wonach Heinrich ein Viertel des Erbes zugesprochen bekam, blieb ohne Erfolg. Nach einem zweiten Schiedsspruch 1442 von Herzog Heinrich XVI. von Bayern-Landshut erhielten die Ortenberger wieder den Mitbesitz an der Feste und dem Ort Saldenburg. Drei Jahre später gelang es Heinrich, diese Besitzungen durch Kauf ganz zu erwerben. Zwischen 1430 und 1446 erwarb er noch weitere Besitzungen, jedoch ohne Erbstreitereien, worunter sich Beutelsbach, Haarbach und Igelbach befanden.
Nach dem Tod des regierenden Grafen Alram II. im Jahre 1460 folgte Georg II. Georg war der älteste Sohn Heinrichs V. Seine Amtszeit war durch Veräußerungen und erneute Erbstreitereien geprägt. So veräußerte Georg 1471 die Burg Engelsberg an Heinrich Notthafft von Wernberg. Der Erbstreit dauerte von Alrams Tod bis 1468, als er mit einem Vergleich beendet wurde. Ein weiterer Streit ging um die Hofmark Abtshofen mit dem Kloster Ebersberg. Die Ortenberger beanspruchten Abtshofen als Reichslehen, das Kloster allerdings als Stiftungsgut. Der erste Schlichtungsspruch Ludwigs IX. des Reichen, Herzog von Bayern-Landshut, im Jahre 1466 blieb erfolglos. Nach einem Berufungsverfahren bei Kaiser Friedrich III. im Jahre 1468 erließen Herzog Albrecht der Weise von Bayern-München und Herzog Ludwig den Schiedsspruch auf kaiserlichen Erlass zugunsten des Klosters.
Nach dem Ableben Georgs II. im Jahre 1488 folgte sein Stiefbruder Sebastian I., „der Kämpfer“. Seinen Beinamen erhielt er durch seine Fertigkeiten im Kampf auf Turnieren, aber auch wegen der Entschlossenheit, mit der er selbst dem Kaiser gegenüber seine Rechte geltend machte. Es gelang ihm, die kaiserlichen Truppen zu besiegen, die die Feste Neuburg am Inn samt der dazugehörigen Reichsgrafschaft besetzt hatten, und die Erbschaft seines Schwiegervaters vorläufig für sich zu beanspruchen. Der Streit mit Kaiser Friedrich III. wurde 1473 durch Vermittlung Herzog Ludwigs beigelegt, indem Sebastian gegen 4000 Gulden die Burg und die Grafschaft Neuburg am Inn dem Kaiser abtrat.
Georg und Sebastian förderten Handel und Verkehr. Kaiser Friedrich III. verlieh den Brüdern 1479 das verloren gegangene Marktrecht aufs Neue. Des Weiteren betonte der Kaiser darin die Reichsunmittelbarkeit der Grafschaft samt der dazugehörigen Blutgerichtsbarkeit. Für die Wittelsbacher Herzöge stellte dies eine Niederlage dar, da sie versucht hatten, das Reichslehen in ein Landeslehen des Herzogtums umzuwandeln.
Die Ausstellung der kaiserlichen Urkunde und anderer Urkunden an beide Brüder lässt darauf schließen, dass sie gemeinsam regierten, jedoch war formal zunächst Georg und dann Sebastian der regierende Graf. Die Ausstellung dieser Urkunde bedeutete jedoch eine große Aufwertung, da die Grafschaft erneut und eindeutig als Reichslehen vom Kaiser bestätigt wurde. Zu den Erwerbungen der beiden Grafen zählten unter anderem die Burg Moßheim sowie die Hofmark und Burg Haidenkofen und die dazugehörigen Besitzungen Rainting, Pening und Kreusching und Liechting.

### 1490–1551: Ortenburg vor der Reformation
Im Jahre 1490 kam es zum nächsten Regierungswechsel. Graf Wolfgang I. erhielt die Grafschaft.
In seine Amtszeit fiel der Landshuter Erbfolgekrieg zwischen Herzog Albrecht IV. von Bayern-München und Pfalzgraf Ruprecht von der Pfalz. Nach dem Tod Herzog Georgs von Bayern-Landshut setzten die Landstände eine Regentschaft aus 16 Mitgliedern für das Herzogtum ein, darunter Graf Wolfgang. Wolfgang stand im Erbfolgekrieg aufseiten des Herzogs Albrecht IV. von Bayern-München und sagte diesem vertraglich eine dreijährige Unterstützung zu. Im Jahre 1504 wurden sowohl der Ort als auch die Stammburg Alt-Ortenburg zweimal gebrandschatzt, worunter vor allem die Bevölkerung sehr zu leiden hatte. Wolfgang unterstützte jedoch nicht nur die bayerischen Herzöge, sondern als Reichslehnsherr auch den Kaiser bei mehreren Kriegen, so unter anderem auch gegen Venedig.

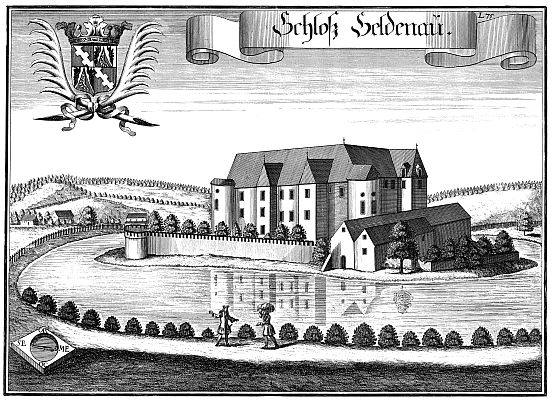
Schloss Söldenau gelangte auf dem Erbweg an Ulrich II. von Ortenburg

Nach Wolfgangs Ableben kam sein Bruder Ulrich II. an die Regentschaft. Dieser erlangte dank seiner Ehefrau große Besitzungen, darunter die Grafschaft Hals, die Burgen und Herrschaften Moos, Söldenau und Saldenburg, jedoch auch große Schulden als Erbe. Dieses musste er sich jedoch mit zwei weiteren Erben teilen. So kam es 1511 zu großen Erbstreitereien mit Johann von Degenberg, in die sogar Kaiser Maximilian I. eingreifen musste. Nachdem Ulrich von Herzog Ludwig X. von Bayern die Festen Saldenburg und Söldenau zugesprochen bekommen hatte, einigten sich die Streitparteien auf einen Vergleich und verkauften die Reichsgrafschaft Hals 1517 an die Herzöge von Bayern.
Im Jahre 1521 wurde die Grafschaft in die Reichsmatrikel aufgenommen, die Reichsunmittelbarkeit wurde aber von Bayern angefochten.
Ulrichs Töchter und Söhne vermählten sich wieder mit dem Hochadel und schmiedeten wichtige Verbindungen zu anderen Häusern für die Ortenberger. Die Grafen, aber auch der Ort, waren trotz geringen Landbesitzes wieder eine bedeutende Macht im Reich geworden.

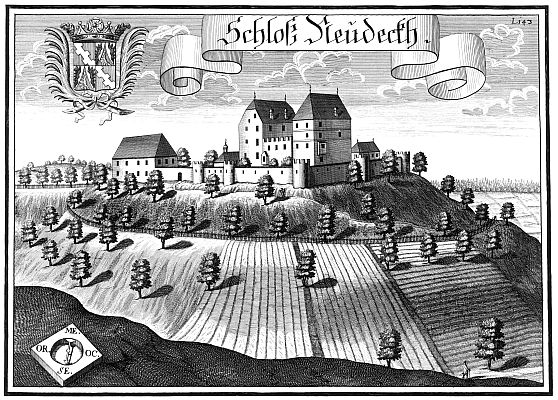
Schloss Neudeck kam gemeinsam mit dem restlichen Erbe Anna Hollups an Graf Christoph. Neudeck, hier auf einem Stich von Michael Wening aus dem Jahre 1723, sollte bis 1805 im Besitz des Grafenhauses Ortenburg bleiben.

1524 wurde Christoph amtierender Graf, ein weiterer Sohn Sebastians I. Sechs Jahre später, im Jahre 1530, nahm Christoph am Reichstag in Augsburg teil. Dort traf er Graf Gabriel, einen Grafen von Ortenburg in Kärnten. Auf diese Grafschaft hatten die Ortenberger seit dem Aussterben der Grafen von Cilli 1456 – diese hatten 1418 die Kärntner Ortenburger beerbt – Erbansprüche erhoben. Da ein Einspruch Christophs bei Kaiser Karl V. erfolglos blieb, benannte er aus Protest sein Geschlecht in Grafen von Ortenburg des älteren Geschlechtes und den Ort von Ortenberg in Ortenburg um. Durch Heirat der Erbtochter Anna von Hollup erhielt Christoph reiche Besitzungen im heutigen Oberösterreich um Schloss Mattighofen wie auch im bayerischen Raum um die Burg Neudeck. Diese Verbindung mit der böhmischen Familie Hollup ist deswegen bemerkenswert, weil die Ortenburger damit wieder zu einem der reichsten Häuser Niederbayerns wurden. Graf Christoph selbst vermehrte wie kaum einer seiner Vorgänger die Besitztümer der Grafschaft. So erwarb er zwischen 1520 und 1548 unter anderem Besitzungen zu Birnbach, Aunkirchen, Mühlheim, Penning und Hiesbach. 1517 gelang es ihm auch, die Burg und den Markt Mattighofen von den Herzögen Ludwig X. und Wilhelm IV. von Bayern-München käuflich zu erwerben. 1549 trat Wilhelm dem Grafen auch weitere Besitztümer um die Burg Neudeck ab. Christophs einziger Sohn aus zweiter Ehe, Joachim, sollte Ortenburg, aber auch das Herzogtum Bayern und das Reich mehrfach beschäftigen.

### 1551–1600: Einführung der Reformation und Kampf um die Reichsunmittelbarkeit

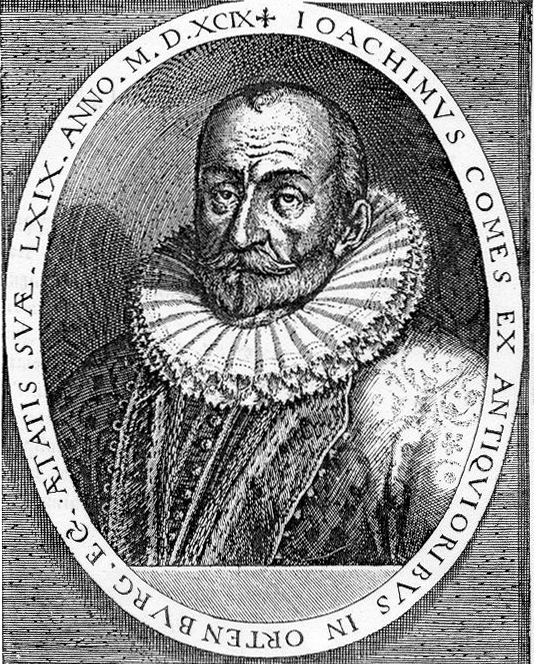
Reichsgraf Joachim von Ortenburg (* 1530–† 1600) galt als einer der gebildetsten und einflussreichsten Männer seiner Zeit. Er führte 1563 die Reformation in der Grafschaft ein.

Nach Verzicht des mit 72 Jahren gebrechlichen Grafen Sebastian II. kam Graf Joachim, der einzige noch lebende Sohn Graf Christophs, im Alter von 21 Jahren zunächst provisorisch zur Regentschaft. Erst nach Sebastians Tod und dem Verzicht des eigentlich erbberechtigten Johann III. im Jahre 1559 wurde Joachim als nun ältester des Geschlechtes rechtmäßiger Regent. Durch seine Ehe mit Ursula Gräfin von Fugger erhielten die Ortenburger eine beträchtliche Mitgift. Joachim war einer der gebildetsten und angesehensten Männer des 16. Jahrhunderts, wie seine Berufungen als Adjutant bei Herzog Albrecht V. von Bayern und als kaiserlicher Rat Ferdinands I. zeigen.
Schon 1553 setzte sich Joachim in Bayern für Beschwerden wegen kirchlicher Missbräuche ein. Auf dem Reichstag zu Augsburg 1555 machte er sich für die protestantische Seite stark. Ein Jahr später setzte er sich erneut im Landtag zu München dafür ein, dass die ländlichen Stände mit ihm an der Spitze die Erlaubnis erhielten, das Abendmahl in beiden Gestalten (Brot und Wein) spenden zu lassen. Dies scheiterte jedoch und empörte die bayerischen Bischöfe. Im Jahre 1563, auf dem Landtag zu Ingolstadt, wurde erneut über die Gleichstellung der beiden Abendmahlsformen diskutiert. Herzog Albrecht war nicht bereit, auf seinem Gebiet eine andere Glaubensrichtung als die bisherige zu dulden, und so zogen sich Joachim und einige andere Reichs- und Landesstände seinen Zorn zu. Der Herzog wollte eine solche Entscheidung nicht ohne ein päpstliches Konzil fällen.
Nach der Königskrönung des späteren Kaisers Maximilian II. und der Rückkehr nach Ortenburg führte Joachim am 17. Oktober 1563, gestützt auf den Augsburger Religionsfrieden, die Reformation in seiner Reichsgrafschaft ein. Er hatte erkannt, dass weder die bayerischen Landesstände sich trauten noch Herzog Albrecht bereit war, die Augsburger Konfession ganz einzuführen. Dies war der Auslöser für die „Ortenburger Adelsverschwörung“. Von nun an hatten die Ortenburger jahrelang Streit mit Herzog Albrecht V. und dessen Nachfolgern, Herzog Wilhelm V. und Herzog Maximilian I.
Auch wenn die Reichsgrafschaft mit gerade einmal 2000 Einwohnern und einer Fläche von eineinhalb Quadratmeilen nicht besonders groß war, war die Einführung des Protestantismus ein gewagter Schritt, denn die Ortenburger waren der angesehenste und einflussreichste bayerische Reichsstand. Auch die zentrale Lage der Grafschaft im Mittelpunkt der katholischen Mächte in Süddeutschland zeigt die Bedeutung, aber auch das Streitpotential, welches diese Entscheidung mit sich bringen konnte. Schon bald zog der neue Glauben viele Menschen aus dem Umland Bayerns nach Ortenburg, um den lutherischen Lehren zu folgen.
Die bayerischen Herzöge fochten die Reichsunmittelbarkeit Ortenburgs mehrfach an und versuchten vor dem Reichskammergericht durchzusetzen, dass Ortenburg bayerisch würde, um damit die Reformation rückgängig machen zu können. Dieser Gerichtsprozess schwelte schon seit 1549, doch erst mit dem Glaubenskonflikt nahm dieser eine besondere Bedeutung an.
Am 17. Dezember 1563 besetzte Albrecht die Grafschaft und bezog sich dabei auf die Öffnungsverpflichtung der Grafen Etzel und Georg aus dem Jahre 1391. Doch Joachim sah deswegen keinen Grund, die protestantischen Gottesdienste einzustellen. So ließ Albrecht am 20. Februar 1564 die Priester und alle bayerischen Gottesdienstbesucher verhaften, wozu ihn jedoch nicht einmal das Öffnungsrecht berechtigte. Graf Joachim reichte diesbezüglich Beschwerde beim Reichskammergericht und bei Kaiser Ferdinand I. und König Maximilian II. ein. So kam es zu einem zweiten Prozess vor dem Reichskammergericht. Um die weitere Verbreitung des neuen Glaubens zu verhindern, sperrte Herzog Albrecht 1564 die Zugänge der Grafschaft mit seinen Soldaten. Da der Ortenburger Graf Herzog Albrecht weiterhin nicht Folge leistete, zog dieser alle Ortenburger Lehensgüter im Herzogtum Bayern ein, wodurch die Ortenburger die meisten ihrer Einnahmequellen verloren. Die protestantischen Fürsten aus Sachsen, Württemberg und Neuburg unterstützten jedoch die Ortenburger, da sie mit Hinweis auf die Ortenburger Sache beim nächsten Reichstag die noch nicht geklärten Fragen des Protestantismus lösen wollten.
Nach dem Tode Kaiser Ferdinands versuchte Kaiser Maximilian zwischen den Parteien zu vermitteln. Diese Verhandlungen drohten mehrmals zu scheitern. Obwohl der Kaiser 1565 Herzog Albrecht verpflichtete, den Ortenburgern ihre Besitzungen zurückzugeben, weigerte sich dieser. Auch nach mehreren Versuchen kam es zu keiner Einigung. Obwohl der Kaiser die Vermittlerrolle abgeben wollte, hatte er keine Wahl, denn die protestantischen Fürsten würden dies beim nächsten Reichstag zur Sprache bringen. 1566, auf dem Reichstag in Augsburg, kam es dann doch so weit, dass sich die Reichsfürsten für die Ortenburger Sache einsetzten. Das von Maximilian angestrebte Ziel, noch vor dem Reichstag eine Lösung zu erarbeiten, war gescheitert. Aber auch Albrecht V. wurde nun unruhig, da er fürchtete, er könne durch Beschluss des Reichstages bestraft werden, wenn er einen Verstoß gegen den Glaubensfrieden begangen haben sollte. So ersuchte er Kurfürst August von Sachsen, die Vermittlerrolle anzunehmen. Beide Seiten akzeptierten dies und es kam zu erneuten Verhandlungen. Im Mai 1566 kam es zu einem Vertrag zwischen dem Herzogtum Bayern und der Grafschaft Ortenburg, worin der Streit vorläufig beigelegt wurde und die Ortenburger ihre Besitzungen wiedererlangten. Die Ortenburger durften evangelisch bleiben, jedoch durfte nur in der Schlosskapelle evangelischer Gottesdienst abgehalten werden. Alle weiteren Fragen wurden bis zum Ausgang der beiden Prozesse vor dem Reichskammergericht vertagt. Des Weiteren wurde mit einer Erklärung aller Beteiligten der Prozess um die angebliche Ortenburger Adelsverschwörung eingestellt.

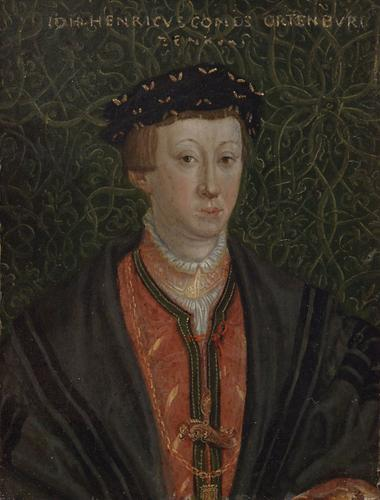
Johann III. von Ortenburg (* 1529 – † 1568), fürstbischöflicher Hauptmann auf Säben und Klausen

Im Oktober 1566 führte Joachim gemeinsam mit den ältesten der Linie Söldenau, Graf Ulrich III. und Graf Johann III., die bereits geltende Senioratserbfolge in der Grafenfamilie gesetzlich ein. Dies war bis dahin ein ungeschriebenes Familiengesetz. Kaiser Maximilian II. bestätigte dies ein Jahr später. Somit sicherten sich die Ortenburger Grafen auch im Falle eines Aussterbens einer Linie ihre Herrschaftsansprüche auf die Grafschaft.

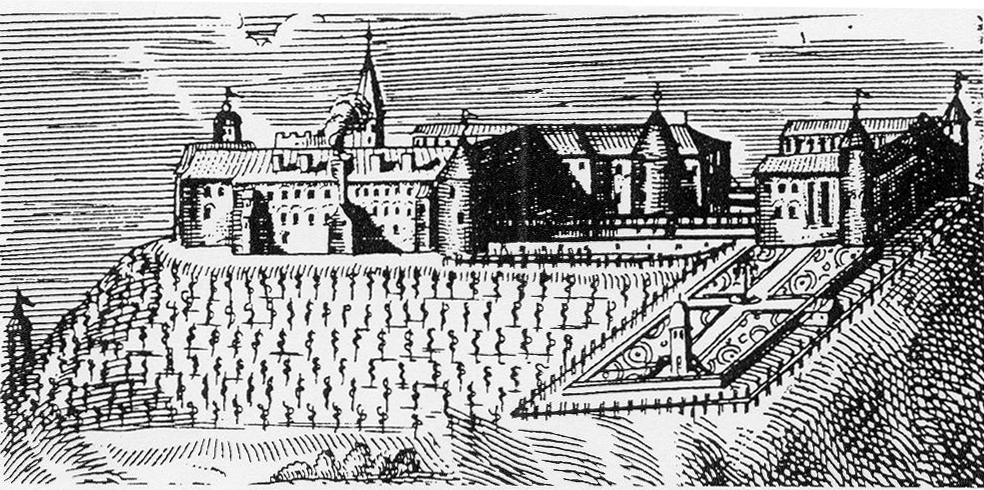
Die älteste Darstellung von Schloss Alt-Ortenburg nach einem Kupferstich um 1650. Es zeigt das Schloss mit Vorburg, sowie die früheste Darstellung des Schlossgartens.

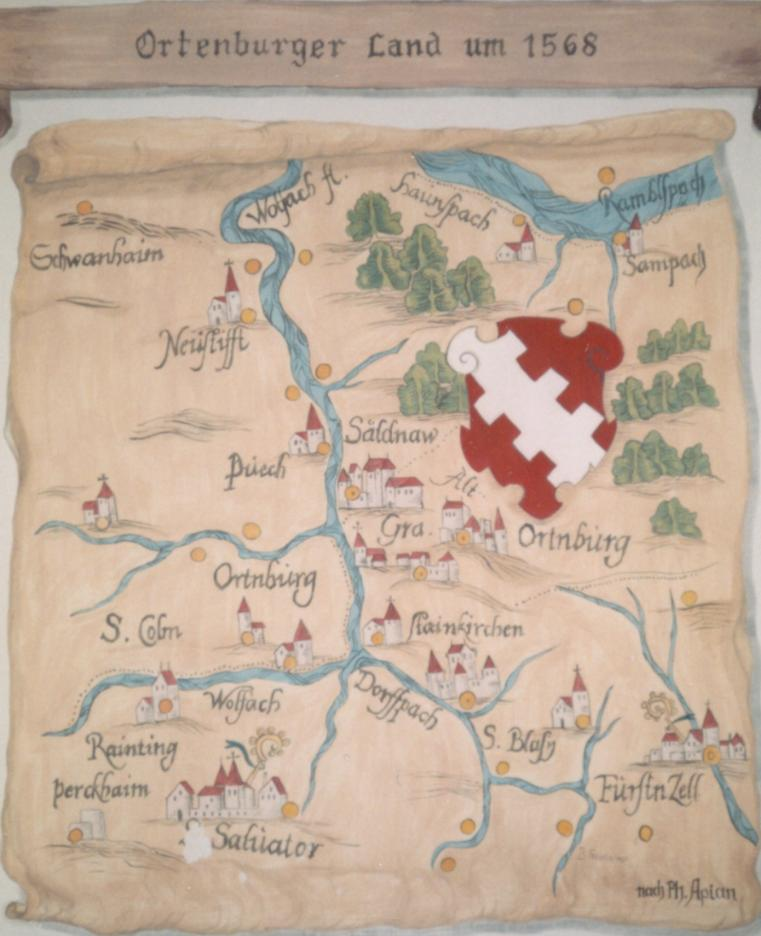
Das Kernland der Reichsgrafschaft Ortenburg nach einer Wandmalerei auf Schloss Ortenburg aus dem Jahre 1568. Von 1257 an veränderte sich das Gebiet des Kernlandes bis zum Tausch der Grafschaft im Jahre 1805 kaum.

Zwischen 1562 und 1575 ließ Joachim trotz der finanziellen Lasten des Streites mit den bayerischen Herzögen die Feste Alt-Ortenburg als Schloss über dem Markt wieder errichten. Sie sollte wieder die Stammburg seines Geschlechtes werden, denn zu seiner Regentschaft residierte er in Mattighofen.
Um die wirtschaftliche Situation und den Wohlstand der Grafschaft zu verbessern, förderte Joachim den Hopfenanbau und errichtete 1568 auf dem Marktplatz das sogenannte „Bräu- und Pflegeamtshaus“. In der gräflichen Brauerei wurde bis ins Jahr 1917 Bier gebraut. Ulrich III., Joachims Cousin, folgte seinem Beispiel im Jahre 1577 und richtete in seinem Schloss eine kleine Brauerei ein. Diese stellte erst 1991 den Betrieb ein. Graf Joachim ließ außerdem an der Wolfach eine weitere Mühle errichten; da sich diese jedoch nicht bezahlt machte, verkaufte er sie bald. Er förderte aber auch die Bildung in Ortenburg, so ließ er zwischen Marktplatz und der Marktkirche ein Schulhaus errichten und übernahm großteils die Kosten für die Schule.
Das Reichskammergericht verkündete seine Urteile am 4. März 1573 zugunsten der Ortenburger. Darin wurde bestätigt, dass Ortenburg kein Bestandteil des bayerischen Herzogtums war, sondern ein Reichslehen mit den dazugehörigen Rechten. Ebenso wurde darin das Öffnungsrecht aus dem Jahre 1391 für ungültig erklärt, da Ortenburg ein Reichslehen und kein Landeslehen sei. Des Weiteren wurde den Herzögen „Stillschweigen“ in dieser Sache verordnet, dies bedeutete, dass die Grafschaft ihre Reichsrechte behielt und diese nicht mehr anfechtbar waren.
Im gleichen Jahr starb Graf Anton von Ortenburg, Joachims einziger Sohn. Nun war abzusehen, dass Joachim wohl ohne direkte Erben bleiben würde, aber das 1566 von ihm eingeführte Gesetz sicherte seine Nachfolge durch die anderen Ortenburg'schen Linien. Herzog Albrecht versuchte dennoch nach seiner gerichtlichen Niederlage bei Kaiser Maximilian zu erreichen, dass die Grafschaft nach Joachims Tod als erledigtes Reichslehen an Bayern fiele. Dies erreichte er 1574 nur annähernd. Die Grafschaft sollte an die Herzöge von Bayern fallen, wenn das ganze Ortenburg'sche Geschlecht aussterbe. Da dies zu keinem Zeitpunkt je der Fall gewesen war, blieb die Grafschaft stets in Ortenburger Hand.
Da Joachim nach dem Urteil nun erneut versuchte, den Protestantismus zu verbreiten, sperrte Albrecht die Grafschaft wiederum ab. Ebenso untersagte er allen bayerischen Händlern den Handel mit Ortenburg. Joachim sah sich genötigt, ein weiteres Mal vor das Reichskammergericht in Speyer zu gehen. 1575 und 1576 entschied dieses erneut für die Ortenburger Sache. Albrecht reagierte jedoch erst 1577 auf die gerichtlichen Beschlüsse und fügte der Ortenburger Grafschaft somit großen finanziellen Schaden zu. Joachim legte zwar diesbezüglich erfolgreich Beschwerde beim Reichskammergericht ein, jedoch gab es aus unbekannten Gründen keine Konsequenzen für den Herzog.
Im Laufe der Zeit kam es wieder zu Glaubensstreitigkeiten zwischen Joachim und den bayerischen Herzögen, welche erneut die Ortenburg'schen Ländereien besetzt hatten. Nach dem Tod Albrechts folgte diesem Herzog Wilhelm V. Joachim wandte sich 1579 an ihn und bat um Rückgabe seiner Ländereien. Des Weiteren machte ihm Joachim den Vorschlag, Bayern solle ihm die Grafschaft abkaufen und ihm und seinem Geschlecht eine andere Grafschaft an der Grenze zur Verfügung stellen. Wilhelm lehnte dies jedoch ab. Joachim versuchte nun erneut über das Reichskammergericht und den Reichstag zu seinem Rechte zu kommen.
Nach weiterem jahrelangem Streit versuchten die Kurfürsten von Sachsen, Brandenburg, Mainz und Trier 1584 zu vermitteln. So fanden im Herbst des Jahres Verhandlungen in Donauwörth statt. Selbst Kaiser Rudolf nahm daran teil. Doch auch diese scheiterten an den verhärteten Verhandlungsfronten beider Seiten. Selbst ein neues Verkaufsangebot Joachims lehnte der bayerische Herzog ab.
Auf Vermittlung von Graf Hans Fugger kam es in den Jahren 1589 und 1590 erneut zu Verhandlungen, diesmal aber mit dem Ziel die Grafschaft an die Herzöge zu verkaufen. Doch auch hier kam es zu keinem Abschluss. Ein weiterer Versuch des Grafen von Fugger scheiterte 1590 ebenso.

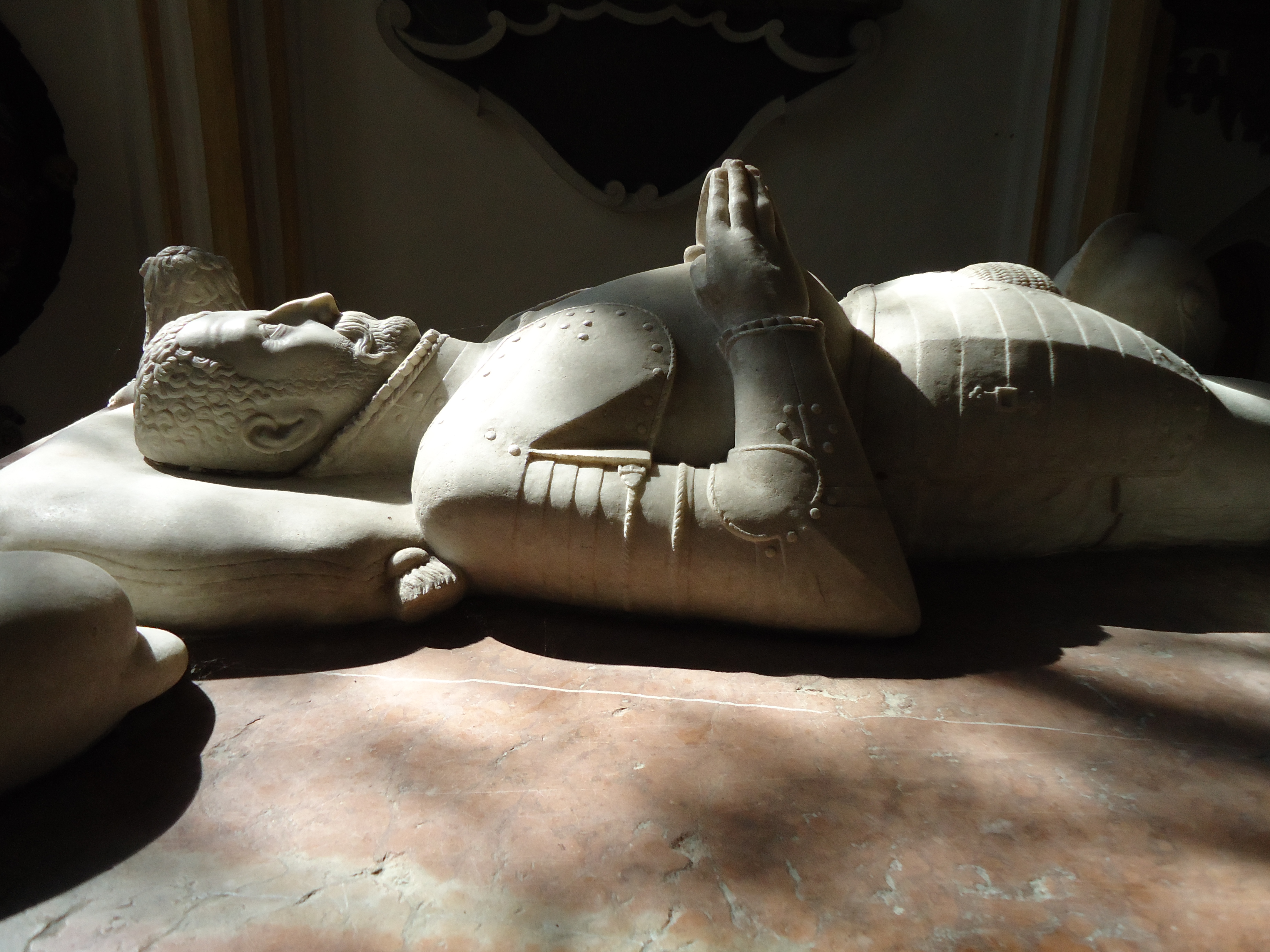
Liegefigur Graf Joachims auf seinem Kenotaph in der Marktkirche Ortenburg

1594, beim Reichstag in Regensburg, wandte sich Joachim erneut an die Reichsstände, welche sich wiederum für die Ortenburger Sache einsetzten und Kaiser Rudolf darum baten sich erneut darum anzunehmen. Tatsächlich schrieben der Kaiser und Joachim gemeinsam an Herzog Maximilian, welcher die Geschäfte ab 1594 von Wilhelm nach und nach übernahm, einen Brief. Doch eine Antwort blieb aus, sodass Joachim nun versuchte mit einem Schiedsgericht endlich eine Lösung zu finden. Herzog Maximilian lehnte dies ab und versuchte dies hinauszuzögern. Der Ortenburger klagte diesbezüglich vor dem Reichskammergericht, jedoch erlebte Joachim den Ausgang des Prozesses nicht mehr. Er verstarb im Jahre 1600 während eines Aufenthalts in der Reichsstadt Nürnberg.
Das Ortenburger Haus war durch den jahrzehntelangen Glaubenskonflikt und den Streit um die Reichsunmittelbarkeit sehr geschwächt und verlor die meisten Besitztümer. Außer der Reichsgrafschaft waren nahezu keine weiteren Besitzungen mehr vorhanden. Des Weiteren waren die Grafen durch den Rechtsstreit und die vielen Prozesskosten hoch verschuldet. Außerdem vermachte Joachim seiner zweiten Frau Lucia die Grafschaft als Erbe, sodass die Ortenburger diese erst wieder auslösen mussten. Der Glaubenswechsel hatte der Grafschaft und dem Geschlecht unermesslichen Schaden zugefügt. Doch für den protestantischen Glauben in Süddeutschland war Joachims Einsatz ein unbeschreiblicher Erfolg.
Ein weiterer Erfolg, trotz aller Kosten, war die Bestätigung der Reichsunmittelbarkeit im März 1573. Durch das Urteil des Reichskammergerichts war die Grafschaft endgültig Reichslehen und damit nicht bayerisch. So konnten die bayerischen Herzöge in den nächsten Jahrhunderten alle kleinen reichsunmittelbaren Gebiete in ihrem Bereich dem Herzogtum einverleiben, bis auf die kleine Reichsgrafschaft Ortenburg.

### 1600–1702: Verpfändung der Grafschaft und Rücklösung

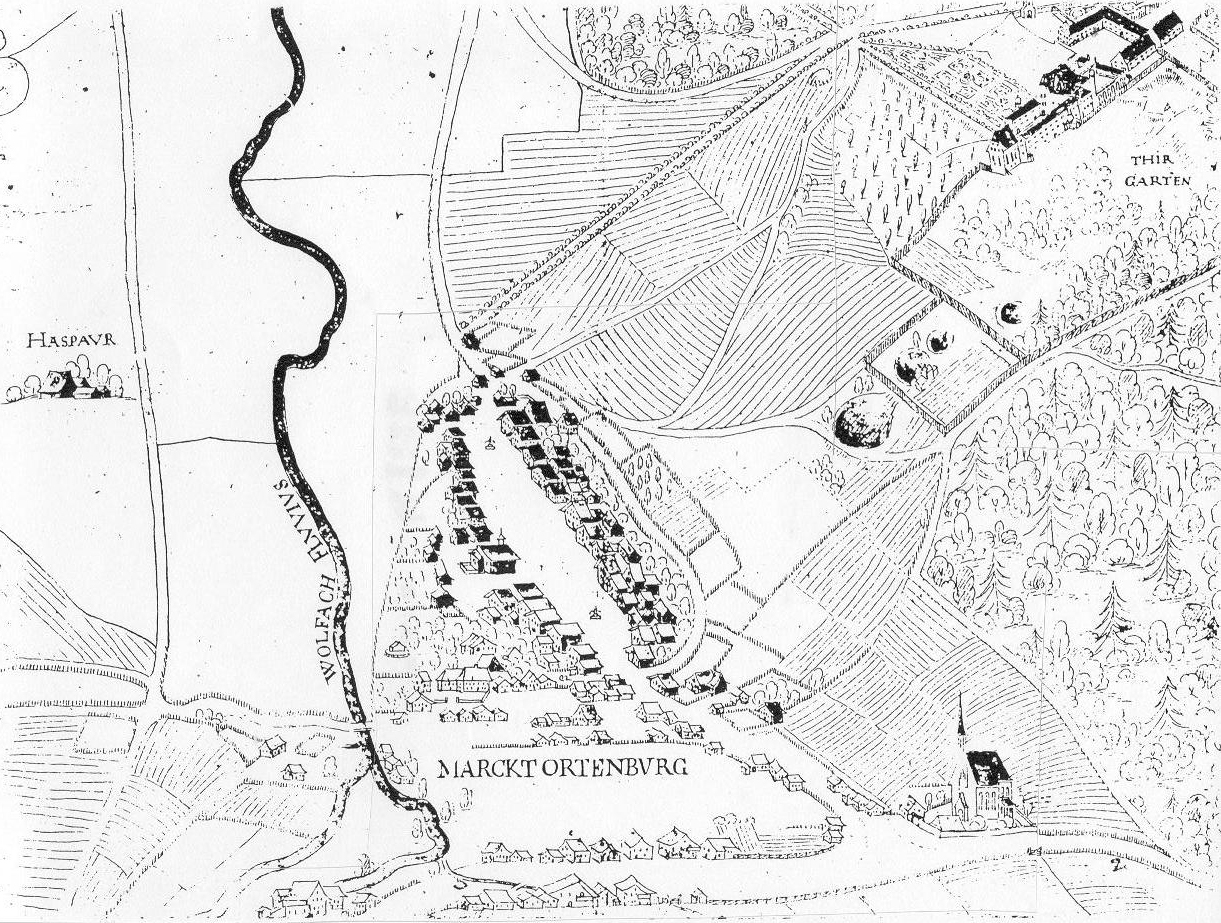
Skizze des Marktes Ortenburg vom „Malergrafen“ Friedrich Casimir. Sie entstand um das Jahr 1625, zwei Jahre vor Beginn seiner Regentschaft. Im oberen rechten Bildrand ist die Stammburg Alt-Ortenburg zu sehen.

Wie erwähnt vermachte Joachim seiner Frau die Grafschaft, damit diese nicht besitzlos blieb. Fortan waren die Ortenburger zwar offiziell amtierende Grafen, jedoch gehörte ihnen nur ein Teil des Besitzes. Ihnen blieben ihre Privatbesitzungen und die Besitzungen ihrer Linien. Das Stammschloss und die reichsgräflichen Besitzungen, samt den Besitzungen von Joachims Linie, waren jedoch verpfändet. Viele Grafen in der Folgezeit sollten versuchen, die Grafschaft wieder auszulösen. Weder Heinrich VII., Georg IV. noch Friedrich Casimir erreichten dies. Georg und Heinrich versöhnten sich 1602 wieder mit den bayerischen Herzögen, indem Georg unter anderem zum katholischen Glauben konvertierte. Im Gegenzug erhielten sie dafür am 12. April 1602 die bayerischen Lehen zurück, mit Ausnahme der reichen Besitzungen um die Herrschaft Mattighofen, die sie an Bayern verkaufen mussten. Die Herzöge fürchteten ansonsten, dass die Ortenburger dadurch wieder zu mächtig werden könnten. Von nun an wechselten einige Mitglieder des Grafenhauses zum katholischen Glauben über, um eine bessere Position gegenüber dem Herzogshaus zu bekommen. Die Bevölkerung der Grafschaft blieb jedoch, basierend auf dem Augsburger Religionsfrieden, lutherisch, da kein Graf den Glauben der Bevölkerung per Dekret änderte.
Nach dem Tod Heinrichs VII. im Jahre 1603 folgte Georg IV. Über ihre Regierungszeit ist nicht viel bekannt, was wahrscheinlich damit zu tun hatte, dass sie die Grafenwürde zwar innehatten, jedoch der Hauptbesitz der Grafschaft nicht unter ihrer Verwaltung stand. Joachims Witwe Lucia hatte mit aller Macht versucht, die Ortenburger Grafschaft ihrem Geschlecht zu vermachen und lebte aus diesem Grunde mit der Bevölkerung in einem sehr angespannten Verhältnis. Die Grafenfamilie lebte auf den nicht verpfändeten Gebieten außerhalb der Grafschaft, in Dorfbach und Söldenau. Im Jahre 1615 beauftragte Lucia von Limpurg die Anlegung von Kirchenbüchern in der Grafschaft.
Georg IV. verstarb im Jahre 1627, worauf ihm Friedrich Casimir als amtierender Graf folgte. Dieser lebte sehr verschwenderisch und verschuldete sich zeitlebens, worauf er viele Güter verkaufen musste. Des Weiteren fühlte sich dieser mehr zur Kunst und den Forschungen hingezogen, weshalb er die Grafschaft auf Aquarellen abbildete, welche heute bei Historikern sehr beliebt sind.

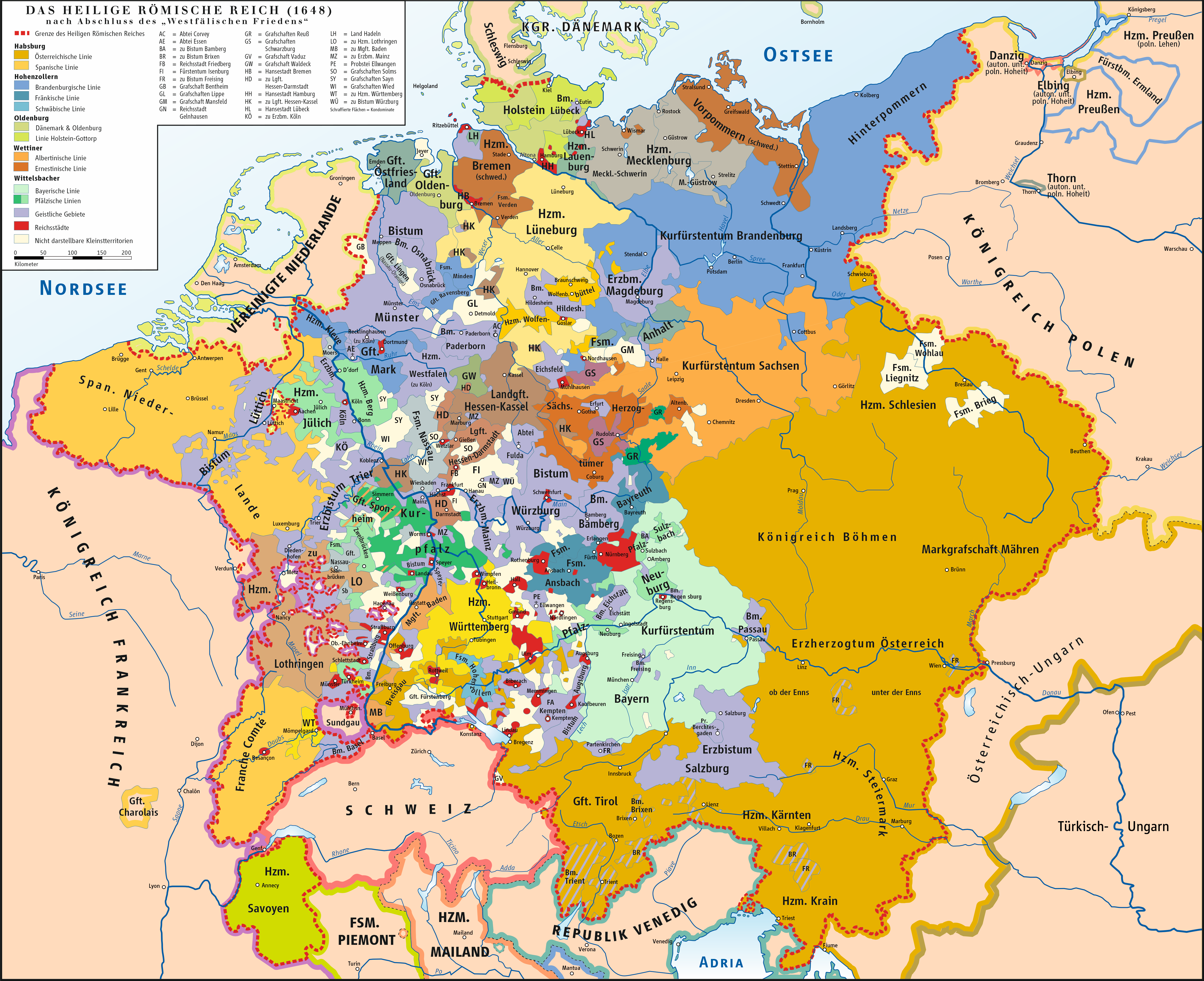
Ortenburg und das Heilige Römische Reich nach dem Westfälischen Frieden und dem damit verbundenen Ende des Dreißigjährigen Krieges

Mit dem Ausbruch des Dreißigjährigen Krieges im Jahre 1618 begannen auch schwere Zeiten für die Ortenburger. Im Oktober 1624 verwies Kaiser Ferdinand II. alle Protestanten aus seinen österreichischen Erblanden. Einer der nächstliegenden Zufluchtsorte für die Religionsflüchtlinge war die bayerische Grafschaft. Viele zogen weiter in die Reichsstädte Regensburg und Nürnberg, einige, vor allem Bauern, blieben jedoch in Ortenburg. Graf Friedrich Casimir, bekennender Calvinist, schenkte ihnen Besitz aus seinem Privatvermögen, sodass sie sich in der Grafschaft niederlassen konnten. So entstanden 1626 die beiden Ortsteile Vorder- und Hinterhainberg. Ebenso ließen sich Flüchtlinge in Ortenburg selbst nieder, woraus der heutige Ortsteil Gänsewinkel entstand. Die Österreicher brachten aber auch Obstbäume und hiermit die Mostherstellung aus ihren Heimatregionen mit, sodass Ortenburg seither eine große Mosttradition besitzt. Viele Apfel- und Birnbäume in der Gegend in und um Ortenburg künden seither von dieser Tradition.

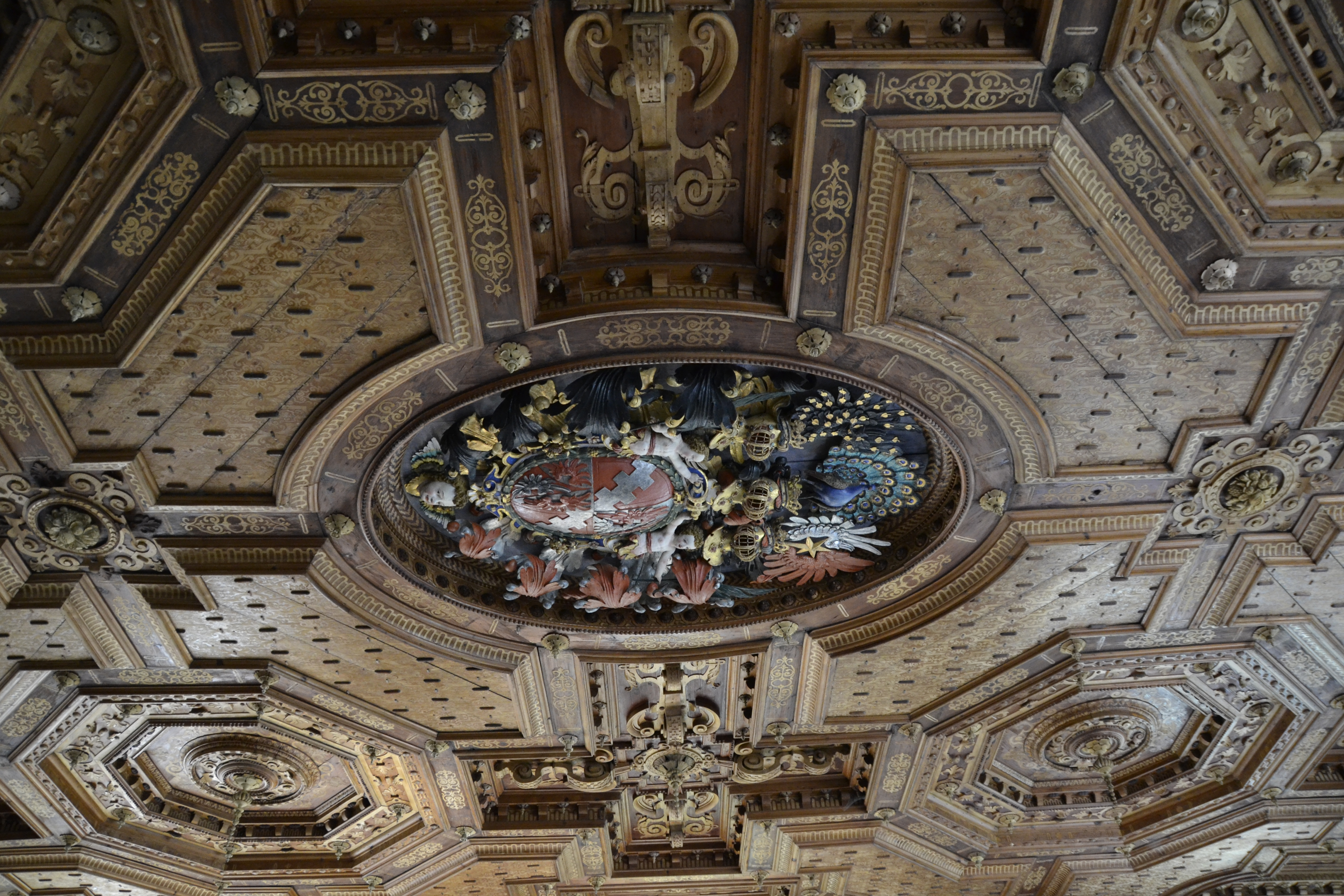
Die von Graf Friedrich Casimir im Jahre 1628 angebrachte Kassettendecke in der heutigen Kapelle auf Schloss Ortenburg.

Im Jahre 1628 versuchte Graf Friedrich Casimir die verpfändete Grafschaft wieder auszulösen. Wegen seines verschwenderischen Lebensstils gelang es ihm jedoch nicht, die geforderte Summe von 25.000 Gulden aufzubringen. So konnte er lediglich die Stammburg Alt-Ortenburg auslösen. Für einen Speisesaal entwarf er eine prunkvolle Renaissance-Holzdecke und ließ diese 1628 im Schloss anbringen. Heute wird der Saal als evangelische Kapelle genutzt.
Die Erben Lucias, die Grafen von Sinzendorf, nützten die schwierigen Verhältnisse des Krieges und die Verschwendung Friedrich Casimirs geschickt aus, um sich die Grafschaft und den Markt immer mehr zu sichern, indem sie Graf Friedrich Casimir Schuldurkunden abkauften.
Der Krieg brachte auch Not, Leid und Hunger mit sich. Auch der Schwarze Tod, die Pest, machte nicht Halt vor der kleinen Grafschaft. 1634 starben 275 Personen an der Pest. 1648 fielen ihr weitere 189 Menschen zum Opfer. Ein Jahr später raffte sie nochmals 206 Menschen hinweg. Ganze Familien starben aus. Betroffene Höfe waren damals für nur einen Laib Brot zu erwerben, jedoch fand sich aus Angst vor den Pesthäusern meist kein Abnehmer.
Nach dem Ableben Graf Friedrich Casimirs im Jahre 1658 wurde Georg Reinhard amtierender Graf von Ortenburg. Zusammen mit seinem Bruder Christian regierte er die Grafschaft. Um einem Glaubenskonflikt mit den bayerischen Herzögen zu entgehen, wechselten beide bereits 1624 ihren Glauben, aber die Grafschaft blieb auch unter ihrer Regentschaft evangelisch. 1662 gelang es Georg Reinhard, die Reichsgrafschaft bei Graf Johann Joachim von Sinzendorf auszulösen, sodass sie nun wieder in Ortenburger Besitz war. Georg Reinhard verstarb allerdings bereits 1666. Ihm folgte sein Bruder Christian, der bis 1684 regierte. 1685 wurde Georg Philipp mit der Grafschaft belehnt. Er war der erste protestantische Regent seit Georg IV. Seine Regentschaft dauerte bis 1702.
Von 1671 bis 1702 prägten zwei Prozesse der Bürgerschaft gegen ihre Grafen die Grafschaft, zeigten aber zugleich den steigenden Mut der Bevölkerung. Der erste, der sogenannte Große Weberprozess, dauerte über acht Jahre. Darin kämpften die Ortsansässigen Weber um ihre eigene Weberzunftordnung. Graf Christian hatte sich darin 1671 eingemischt und einen Weber, der gegen die Ordnung verstoßen hatte, geschützt. Aufgrund der Proteste und der Klage der Webermeister vor dem Reichshofrat kam es zu Beschlagnahmungen und Sperrung des Handels der Grafschaft mit Bayern. Erst nach einem Vergleich und der schriftlichen Entschuldigung der Weber im Jahre 1679 wurde der Streit beendet. Die Handelssperre hingegen dauerte noch einige Zeit an, bis sie Graf Christian aufhob. Der zweite Prozess wurde ausgelöst aufgrund der steigenden Reichssteuern für die Grafschaft. Graf Georg Philipp musste neben den Steuern und Abgaben für den Bayerischen Reichskreis auch Abgaben für das bayerische Heer gegen die Türken tätigen. So kam es, dass er im August 1698 weitere Steuern einführte und die Verwaltung änderte. Die Bevölkerung fürchtete eine weitere Überbürdung und klagte erneut vor dem Reichshofrat. Infolgedessen kam es zu vielen Verhaftungen in Ortenburg. Ebenso wurde der Handel mit dem Kurfürstentum Bayern erneut gesperrt. Viele Bürger flohen daraufhin aus der Grafschaft nach Dorfbach und Rainding in Bayern. Am 12. Januar 1699 traf nun die kaiserliche Kommission ein, um die Missstände zu untersuchen. Alle fünf gräflichen Anklagepunkte gegen die Bürgerschaft wurden abgelehnt. Die Bürgerschaft brachte allein elf Anklagepunkte ein. Einige davon wurden angenommen, darunter die eine Entschädigung für die Abholzung des Bürgerholzes in der Zell und die Rückkehr zur alten Steuereintreibung. Anschließend wurde der geschlossene Vergleich wieder nach Wien gesandt. Dieser wurde am 13. Oktober 1700 der Bürgerschaft vorgelegt. Die Bürger unterzeichneten ihn, Graf Georg Philipp weigerte sich hingegen, da er es für unüblich hielt, einen Vertrag zwischen Landesherrn und Untertanen abzuschließen. Erst nach seinem Tod am 5. Mai 1702 und bedingt durch die vormundschaftliche Regierung durch Gräfin Amalia Regina wurde der Vergleich vom Grafenhaus angenommen und der Konflikt offiziell beendet.

### 1702–1805: Ende der Grafschaft
Nach dem Tod Georg Philipps wurde Johann Georg amtierender Graf. Da er noch minderjährig war, übernahm seine Mutter, Gräfin Amalia Regina von Zinzendorf, die Vormundschaft und die Verwaltung der Grafschaft. Ihr ist es zu verdanken, dass in Ortenburg sehr viel Wert auf Schulbildung gelegt wurde. So führte sie im Jahre 1703 die allgemeine Schulpflicht ein, 99 Jahre früher als in Bayern, drei Jahre später die Konfirmation. Im selben Jahr übergab Amalia die Verwaltung ihrem inzwischen volljährigen Sohn.
Johann Georg blieb nicht der einzige minderjährige Graf im 18. Jahrhundert. Nach ihm waren auch sein einziger Sohn Graf Karl III. sowie Graf Joseph Carl bei ihrer Regierungsübernahme noch nicht volljährig.

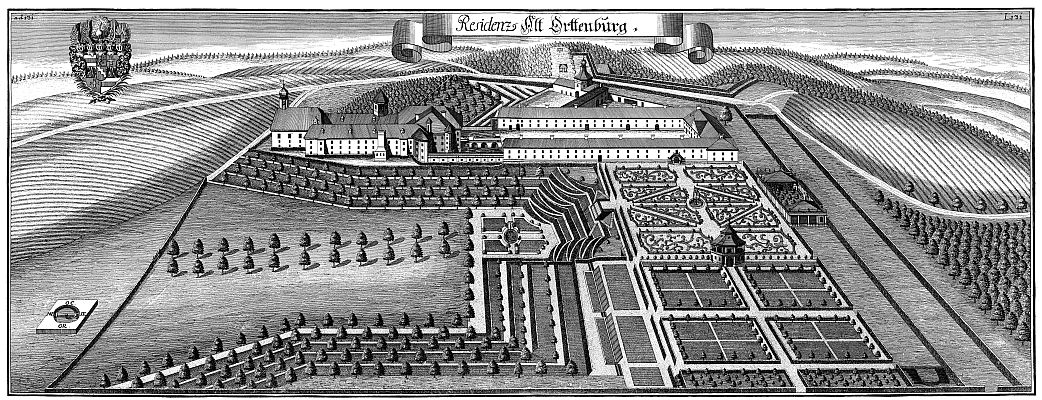
Schloss Alt-Ortenburg mit dem von Graf Johann Georg zwischen 1702 und 1725 angelegten Prunkgarten, hier auf einem Stich aus dem Jahre 1721.

Nachdem Johann Georg im Alter von 39 Jahren im Jahre 1725 verstorben war, wurde der 10-jährige Karl III. amtierender Graf. Bis zu seiner Volljährigkeit 1739 übernahm seine Mutter, Gräfin Maria Albertine von Nassau-Saarbrücken, seine Vormundschaft. Karls Belehnung fand am 24. Oktober 1741 statt. Seine Amtszeit war geprägt durch den Österreichischen Erbfolgekrieg von 1740 bis 1748. Da er und damit die Grafschaft neutral blieb, gewährte er den Kriegsparteien das Durchzugs- und Stationierungsrecht durch Ortenburg. So waren in Ortenburg verschiedene Truppen stationiert, darunter auch französische Reiterregimenter. Die Ortenburger Bevölkerung hatte durch die große Truppenanzahl sehr zu leiden. Bemerkenswert ist Karls Kinderzahl. Zusammen mit seiner Frau Louise Sophia zeugte er 14 Kinder, eine Zahl, die im Hause Ortenburg nur Sebastian I. mit 13 Kindern noch annähernd erreichte.
1776 verstarb Karl III. in Ortenburg. Sein Nachfolger wurde sein ältester Sohn, Graf Karl Albrecht. Dieser übernahm die Regierung jedoch nur für elf Jahre, denn er verstarb bereits im Jahre 1787 als Gast des Passauer Fürstbischofs Joseph Franz Anton von Auersperg auf Schloss Neuburg am Inn.

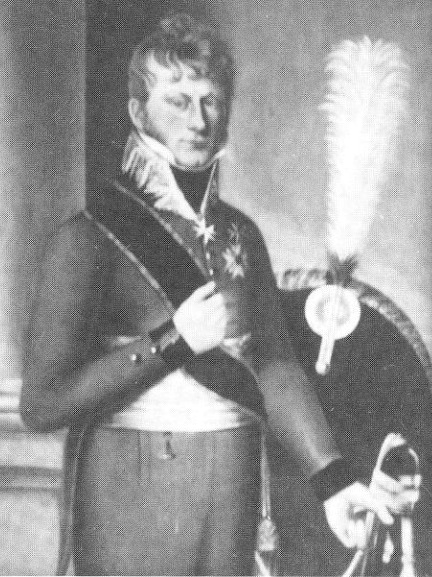
Reichsgraf Joseph Carl (* 1780 – † 1831) tauschte Ortenburg 1805 gegen die neue Grafschaft Ortenburg-Tambach.

So wurde der gerade siebenjährige Joseph Carl nominell Graf, seine Mutter Christiane Louise und sein Onkel Ludwig Emanuel waren seine Vormünder. Christiane Louise galt als sehr verschwenderisch, liebte den Prunk und war aufgrund ihres teuren Lebensstils bei der Bevölkerung sehr unbeliebt. Des Weiteren zwang sie ihren Untertanen das bayerische Bürgerrecht auf, wodurch sich die Bevölkerung ihrer Freiheit beraubt fühlte. Dennoch ist es ihr zu verdanken, dass Ortenburg während der Napoleonischen Kriege 1801, durch persönliche Fürsprache bei den Fürsten und bei Napoleon, als neutral anerkannt wurde. Dies führte dazu, dass die Ortenburger Besitzungen nicht in die Säkularisation und Mediatisierung einbezogen wurden.
Als Joseph Carl 1801 die Regentschaft selbst übernahm, war die Grafschaft hoch verschuldet. Er verwies seine unbeliebte Mutter Christiane Louise ins Exil ins nahe Passau und sicherte ihr nur eine geringe Rente zu, um der Ausgaben in seiner Grafschaft Herr zu werden. Durch die Einsparungen am pompösen Haushalt seiner Mutter gelang es ihm zu Beginn, die Grafschaft vor weiteren großen Ausgaben zu bewahren. Es war jedoch offensichtlich, dass es trotz des großen gräflichen Forsts, der Einnahmen aus den gräflichen Betrieben (Brauereien, Ziegelbrennerei), der Steuereinnahmen und der Handelseinnahmen unmöglich war, die hohen Schulden zu begleichen. Diese hatten sich bis 1804 auf ca. 270.000 Gulden aufgetürmt, denen nur 13.000 Gulden jährliche Einnahmen entgegenstanden. Trotz eines rigorosen Sparkurses konnte Joseph Carl die Schuldenlast nur geringfügig vermindern. So trat er 1805 an die bayerischen Herzöge heran und bot ihnen die Grafschaft zum Verkauf an. Am 14. August 1805 wurde die Reichsgrafschaft Ortenburg gegen das aus Säkularisationsmitteln stammende ehemalige Klosteramt Tambach getauscht, woraus die neu geschaffene Grafschaft Tambach wurde. Ortenburg wurde ein bayerischer Marktflecken.
Ortenburg umfasste zur Zeit des Tausches dreiviertel Quadratmeilen, sechs Dörfer und zwei Schlösser, des Weiteren die auf bayerischer Seite liegenden Herrschaften Söldenau, Ober- und Unterdorfbach, Hirschbach und Buch.

### Entwicklung nach 1805

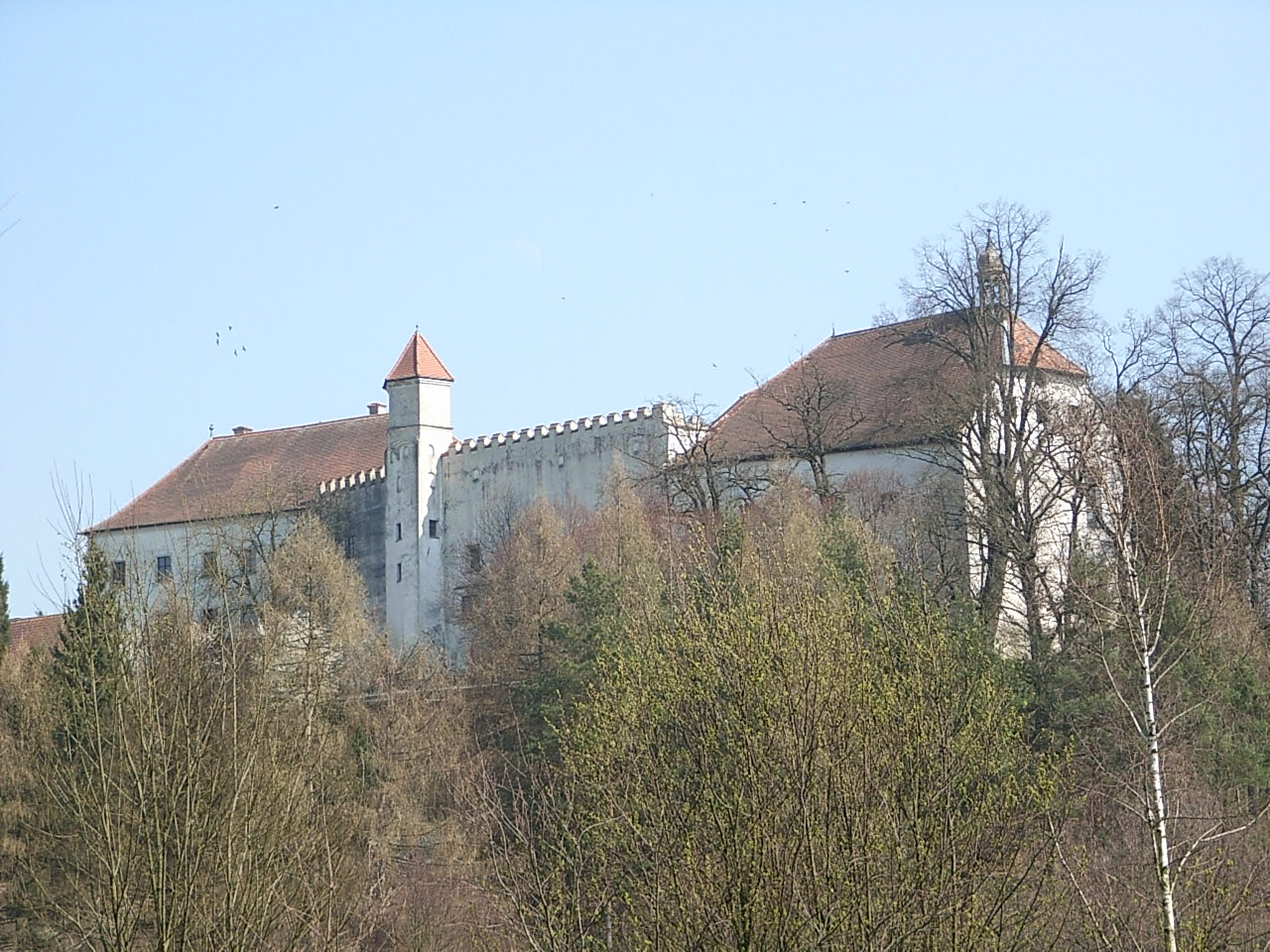
Westansicht der Stammburg Schloss Ortenburg. Sie befindet sich seit 1971 in Privatbesitz und beherbergt ein Museum und eine Gaststätte.

Die Grafenfamilie zog am 20. Januar 1806 in die neu geschaffene Grafschaft Tambach, nahe Coburg, an der Grenze des Königreichs Bayern und des Herzogtums Sachsen-Coburg. Die neue Grafschaft umfasste neben dem Schloss 18 Dörfer. Diese reichsfreie Grafschaft bestand jedoch nur wenige Monate, da Tambach schon im Oktober 1806, durch die Rheinbundakte aus dem Juli desselben Jahres, mediatisiert wurde. Somit wurde die Reichsgrafschaft zu einer Standesherrschaft mit einigen Sonderrechten herabgestuft. Auf Schloss Tambach lebt die Grafenfamilie bis heute.
Der Markt Ortenburg wurde am 12. Februar 1806 offiziell dem Königreich Bayern übergeben. Der Ort unterstand dann dem bayerischen Landgericht Griesbach. Den Einheimischen wurden unbeschränkte Gewissens- und Religionsfreiheit zugestanden, sodass sie evangelisch bleiben durften. Der Wegzug der Grafen brachte in der Bevölkerung eine gesellschaftliche Veränderung, da viele der ehemals gräflichen Beamten, Hofangestellten und Handwerker ihre Stellung verloren. Mit der Errichtung der Gemeinde Ortenburg im Jahre 1810 verloren die Einheimischen die letzten Sonderprivilegien der Grafschaft. Die Gemeinde besteht noch heute und wurde 1972 vergrößert. Heute zählt sie zu den größten im Landkreis Passau.
Um das Schloss über dem Ort nicht ungenützt zu lassen, wurde das Rentamt im Oktober 1806 von Griesbach nach Ortenburg verlegt. Ein Schlossbrand in Griesbach begünstigte diesen Vorgang. Nach dessen Wiederaufbau wurde das Amt 1818 wieder zurück nach Griesbach verlegt. Das bayerische Königreich überlegte daraufhin, das Schloss abzubrechen oder zu verkaufen. Aus Sorge, das Schloss könnte abgetragen werden, wandten sich viele Bürger per Brief an die ehemaligen Grafen. Darin baten sie den Grafen, für den Erhalt des Wahrzeichens des Ortes zu sorgen und es nicht verfallen zu lassen. Dieser meldete sich daraufhin am 17. April 1822 bei der Regierung des Unterdonaukreises mit seinem Kaufinteresse. Nach längeren Verhandlungen ging am 30. April 1827 das Schloss Ortenburg, der Stammsitz der Grafen, wieder in ihr Eigentum über. Es wurde als Entschädigung für den Verlust der Hoheitsrechte über die Grafschaft Tambach der Grafenfamilie übergeben und mit einem Wert von 10.000 Gulden angesetzt. Das Schloss blieb bis ins Jahre 1971 im Besitz der Grafenfamilie, ehe es Alram Graf zu Ortenburg an die Familie Orttenburger verkaufte. Diese Familie ist nach ihrem Herkunftsort Ortenburg in der alten Schreibweise aus dem 19. Jahrhundert benannt, jedoch nicht mit dem Grafengeschlecht verwandt. Das Schloss wurde im Jahre 2013 erneut verkauft und befindet sich weiterhin in Privatbesitz. Heute sind Teile davon als Heimatmuseum zu besichtigen und in den Gewölben befindet sich eine Gaststätte.

## Liste der regierenden Grafen
| Name                            | Regierungszeit(en) | Abstammung            |
| Rapoto I.                       | 1134–1186 Graf von Ortenberg, 1163–1186 Graf von Murach, 1173–1186 Graf von Kraiburg                                                                    | Sohn Engelberts II.   |
| Rapoto II.                      | 1186–1231 Graf von Kraiburg, 1209–1231 Pfalzgraf von Bayern                                                                                             | Sohn Rapotos I.       |
| Heinrich I.                     | 1186–1241 Reichsgraf von Ortenberg, 1186–1238 Graf von Murach                                                                                           | Sohn Rapotos I.       |
| Rapoto III.                     | 1231–1248 Graf von Kraiburg, 1231–1248 Pfalzgraf von Bayern                                                                                             | Sohn Rapotos II.      |
| Heinrich II. der Schenker       | 1241–1257 Reichsgraf von Ortenberg | Sohn Heinrichs I.     |
| Gebhard                         | 1238–1272 Graf von Murach, 1257–1275 Reichsgraf von Ortenberg                                                                                           | Sohn Heinrichs I.     |
| Rapoto IV.                      | 1238–1272 Graf von Murach, 1275–1296 Reichsgraf von Ortenberg                                                                                           | Sohn Heinrichs I.     |
| Heinrich III.                   | 1297 (minderjährig), 1321–1345 Reichsgraf von Ortenberg                                                                                                 | Sohn Rapotos IV.      |
| Heinrich IV.                    | 1346–1395 Reichsgraf von Ortenberg | Sohn Heinrichs III.   |
| Georg I.                        | 1395–1422 Reichsgraf von Ortenberg, 1395–1422 Graf von Neu-Ortenberg                                                                                    | Sohn Heinrichs IV.    |
| Etzel I.                        | 1395–1444 Graf von Alt-Ortenberg, 1422–1444 Reichsgraf von Ortenberg                                                                                    | Sohn Heinrichs IV.    |
| Alram II.                       | 1431 mit der Reichsgrafenwürde belegt, 1444–1460 Reichsgraf von Ortenberg, 1444–1460 Graf zu Dorfbach                                                   | Sohn Alrams I.        |
| Georg II.                       | 1449–1488 Graf von Neu-Ortenberg, 1449–1488 Graf zu Saldenburg, 1461–1488 Reichsgraf von Ortenberg                                                      | Sohn Heinrichs V.     |
| Sebastian I. der Kämpfer        | 1449–1490 Graf von Alt-Ortenberg, 1488–1490 Reichsgraf von Ortenberg                                                                                    | Sohn Heinrichs V.     |
| Wolfgang                        | 1490–1519 Reichsgraf von Ortenberg | Sohn Georgs II.       |
| Ulrich II.                      | 1491–1524 Graf zu Dorfbach, 1511–1524 Graf zu Söldenau, 1519–1524 Reichsgraf von Ortenberg                                                              | Sohn Sebastians I.    |
| Christoph I.                    | 1517–1551 Herr zu Mattighofen und Neudeck, 1524–1551 Reichsgraf von Ortenberg, nach Umbenennung des Geschlechtes im Jahre 1530 Reichsgraf von Ortenburg | Sohn Sebastians I.    |
| Joachim                         | 1551–1600 Herr zu Mattighofen und Neudeck, 1551–1600 Reichsgraf von Ortenburg                                                                           | Sohn Christophs I.    |
| Heinrich VII.                   | 1600–1603 Reichsgraf von Ortenburg | Sohn Johanns III.     |
| Georg IV.                       | 1603–1627 Reichsgraf von Ortenburg | Sohn Ulrichs III.     |
| Friedrich Casimir der Malergraf | 1627–1658 Reichsgraf von Ortenburg | Sohn Heinrichs VII.   |
| Georg Reinhard                  | 1658–1666 Reichsgraf von Ortenburg | Sohn Georgs IV.       |
| Christian                       | 1666–1684 Reichsgraf von Ortenburg | Sohn Georgs IV.       |
| Georg Philipp                   | 1684–1702 Reichsgraf von Ortenburg | Sohn Georg Reinhards  |
| Johann Georg                    | 1702 (minderjährig), 1706–1725 Reichsgraf von Ortenburg                                                                                                 | Sohn Georgs Philipps. |
| Karl III.                       | 1725 (minderjährig), 1739–1776 Reichsgraf von Ortenburg                                                                                                 | Sohn Johann Georgs    |
| Karl Albrecht                   | 1776–1787 Reichsgraf von Ortenburg | Sohn Karls III.       |
| Joseph Carl                     | 1787 (minderjährig), 1801–1805 Reichsgraf von Ortenburg, 1805–1831 Graf zu Ortenburg-Tambach                                                            | Sohn Karl Albrechts   |